# Marxistische Philosophie
Marxistische Philosophie beruht auf den philosophischen Annahmen in den Werken von Karl Marx und Friedrich Engels. Außerdem werden auch alle späteren philosophischen Konzeptionen dazugezählt, die sich auf Marx und Engels berufen.
Die Frage, ob eine marxistische Philosophie überhaupt existiert, wird kontrovers diskutiert. Während z. B. Benedetto Croce erklärt, Marx sei es letztlich um die Ersetzung des Philosophierens durch die praktische Tätigkeit gegangen, und man könne daher nicht von einem Philosophen Marx und folglich nicht von einer marxistischen Philosophie sprechen, verteidigt Antonio Gramsci die Legitimität der Bezeichnung „Marxistische Philosophie“, da selbst die Negation der Philosophie nicht anders als philosophierend möglich sei. Leszek Kołakowski hingegen vertritt die These, dass der Marxismus primär als ein „philosophisches Projekt“ zu betrachten sei, „das in den ökonomischen Analysen und der politischen Lehre seine Präzisierung erfuhr“.
Friedrich Engels hat die wissenschaftlichen Leistungen von Karl Marx in seiner Grabrede in zwei wesentliche Entdeckungen
zusammengefasst:

„Wie Darwin das Gesetz der Entwicklung der organischen Natur, so entdeckte Marx das Entwicklungsgesetz der menschlichen Geschichte: … ; daß also die Produktion der unmittelbaren materiellen Lebensmittel und damit die jedesmalige ökonomische Entwicklungsstufe eines Volkes oder eines Zeitabschnitts die Grundlage bildet, aus der sich die Staatseinrichtungen, die Rechtsanschauungen, die Kunst und selbst die religiösen Vorstellungen der betreffenden Menschen entwickelt haben, und aus der sie daher auch erklärt werden müssen – nicht, wie bisher geschehen, umgekehrt.
Damit nicht genug. Marx entdeckte auch das spezielle Bewegungsgesetz der heutigen kapitalistischen Produktionsweise und der von ihr erzeugten bürgerlichen Gesellschaft. Mit der Entdeckung des Mehrwerts war hier plötzlich Licht geschaffen, ...“

Marxistisches Denken verbreitete sich auf vielfältigste Weise. Es entfaltete seine Wirkung zunächst in der Arbeiterbewegung. Von Lenin und Stalin wurde es zur Doktrin der Kommunistischen Partei ausgearbeitet. Aber auch in China und in der Dritten Welt wurde es auf je eigene Weise adaptiert. Nach dem Zweiten Weltkrieg griffen die Neomarxisten die Ideen von Marx und Engels in neuer Form auf und verbanden sie mit denen anderer Denker wie z. B. Edmund Husserl, Martin Heidegger und Sigmund Freud. Nach dem Zerfall der Sowjetunion entwickelte sich vornehmlich in Russland ein postsowjetischer Marxismus.

## Gegenstandsbestimmung
Aufgrund unterschiedlichster Interpretationen, was die Existenz, den Inhalt und Zweck einer marxistischen Philosophie anbelangt, lassen sich keine allgemeinen Charakteristika einer marxistischen Philosophie festmachen. Das Verhältnis von marxistischer Theorie und Philosophie zu bestimmen, ist ebenfalls durch unterschiedlichste Verständnisse von marxistischer Theorie erschwert. Als paradigmatische Konflikte seien die Rolle Engels, das theoretische Verhältnis von Marx und späteren Marxismen und die Frage nach einem marxschen Früh- und Spätwerk, wie seiner Bedeutung, genannt. Karl Korsch fasst das Verhältnis von marxistischer Theorie und Philosophie in drei grundsätzliche Positionen:
- Es wird kritisiert, dass marxistische Theorien keinen (entscheidenden) philosophischen Gehalt hätten
- Es wird positiv hervorgehoben, dass marxistische Theorien keinen philosophischen Gehalt hätten
- Es wird der Mangel betont, dass marxistische Theorien keinen philosophischen Gehalt hätten

Er formuliert einen vierten Standpunkt:
- Marxistische Philosophie ist Kritik der bürgerlichen Philosophie auf Basis der materialistischen Dialektik zum Zweck des Klassenkampfes

Der Artikel fasst das marxsche Denken als eine im Kern philosophische Sicht des Menschen und der Welt, Geschichts- und Wirtschaftstheorie und politisches Programm. Diese Elemente sind eng miteinander verwoben. Karl Marx hat seine philosophischen Ansätze kaum systematisch entwickelt. Sein Hauptinteresse galt der Kritik der politischen Ökonomie und der Analyse einer „gegebenen Gesellschaftsperiode“. Marx verwandte nicht rein deskriptive Methoden, sondern stellte die von ihm kritisierten politisch-ökonomischen Zustände immer wieder als Ausdruck materialistisch-dialektischer Entwicklungsgesetze und Notwendigkeiten dar.

## Philosophiebegriff

### Philosophiegeschichtliche Einflüsse

#### Hegel
Marx’ Denken ist wesentlich von der Philosophie Georg Wilhelm Friedrich Hegels beeinflusst, von der er zentrale Grundbegriffe und Konzepte übernimmt und auf eigene, materialistische Weise weiterentwickelt. Dazu gehören u. a. die Methode der Dialektik, der Entfremdungsgedanke, die Auffassung von der Arbeit und die Annahme, dass der Mensch ein gesellschaftliches Wesen ist.
Marx unterstreicht, dass Hegel die Methode der Dialektik in ihren „allgemeinen Bewegungsformen zuerst in umfassender und bewußter Weise dargestellt“ hat. Als Träger der Dialektik habe Hegel jedoch einen „absoluten, d.i. übermenschlichen abstrakten Geiste“ am Werk gesehen. Marx will dagegen Mensch und Natur als die eigentlichen Subjekte der Geschichte setzen.
Auch den Gedanken der Entfremdung findet Marx bereits bei Hegel vor – allerdings ebenfalls als eine „Entfremdung des Geistes“: „Das ‚unglückliche Bewußtsein’, das ‚ehrliche Bewußtsein’, der Kampf des ‚edelmütigen und niederträchtigen Bewußtseins’ etc. etc., diese einzelnen Abschnitte enthalten die kritischen Elemente – aber noch in einer entfremdeten Form – ganzer Sphären, wie der Religion, des Staats“.
Marx übernimmt außerdem Hegels Einsicht von der entscheidenden Bedeutung der Arbeit für die Entwicklung des menschlichen Selbstbewusstseins. Das „Große“ an der „Phänomenologie“ sei, „dass Hegel die Selbsterzeugung des Menschen als einen Prozess fasst“ und „den gegenständlichen Menschen, wahren, weil wirklichen Menschen als Resultat seiner eigenen Arbeit begreift“. Allerdings sei die „Arbeit, welche Hegel allein kennt und anerkennt, […] die abstrakt geistige“.
Der Gedanke vom gesellschaftlichen Wesen des Menschen stellt einen weiteren Anknüpfungspunkt an Hegel dar. Marx kritisiert allerdings, dass bei Hegel „Familie, bürgerliche Gesellschaft, Staat etc. Bestimmungen der Idee“ seien. Die realen gesellschaftlichen Gebilde werden so nicht in ihrer Wirklichkeit, sondern „als Erscheinung, als Phänomen ausgesprochen“.

#### Feuerbach
Von Ludwig Feuerbach übernimmt Marx dessen Religions- und Philosophiekritik, wonach Philosophie „nichts andres ist als die in Gedanken gebrachte und denkend ausgeführte Religion“; die Religion bezeichnet er als eine „Form und Daseinsweise der Entfremdung des menschlichen Wesens“. Wie Feuerbach macht auch Marx den Menschen zum Ausgangspunkt all seines Denkens. Er kritisiert allerdings an Feuerbach, dass er den Menschen einseitig als Individuum verstehe. Feuerbach kenne „keine andern ‚menschlichen Verhältnisse’ ‚des Menschen zum Menschen‘, als Liebe und Freundschaft, und zwar idealisiert“; er sehe nicht, „daß das abstrakte Individuum, das er analysiert, einer bestimmten Gesellschaftsform angehört“.
Demgegenüber sieht Marx die sozialen Beziehungen als konstitutiv für den Menschen an. Denn „der Mensch, das ist kein abstraktes, außer der Welt hockendes Wesen. Der Mensch, das ist die Welt des Menschen, Staat, Sozietät“.

### Philosophie und Praxis

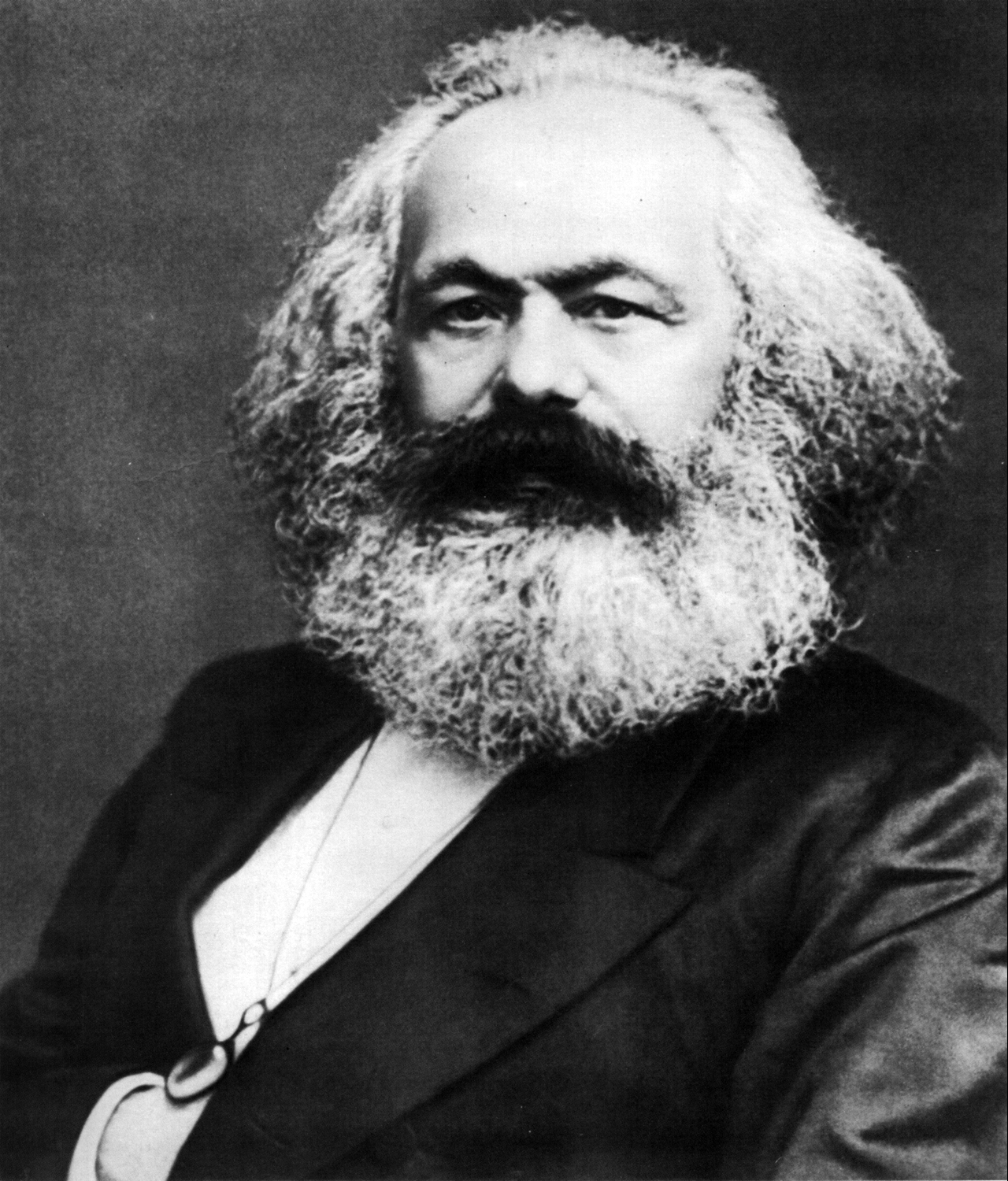
Für Marx „findet das Proletariat in der Philosophie seine geistigen Waffen“; „ihre Verwirklichung [ist] zugleich ihr Verlust“.

Marx hält in der elften Feuerbachthese „den Philosophen“ vor, die Welt nur verschieden interpretiert zu haben, während es darauf ankomme, sie zu verändern.
Er betont, dass es nicht darum gehe, „nur ein richtiges Bewußtsein über ein bestehendes Faktum“ hervorzubringen, sondern „dies Bestehende umzustürzen“.
Marx’ Kritik gilt v. a. dem spekulativen Idealismus Hegels. Sein Ziel ist dabei nicht, der Theorie und Philosophie überhaupt eine Absage zu erteilen, sondern die „Negation der seitherigen Philosophie, der Philosophie als [bloßer] Philosophie“. Wie Hegel geht es zwar auch Marx um das „Wirklichwerden des Vernünftigen“, doch kann dies für ihn nur durch praktisch-revolutionäre Aktion geschehen. Die bloße Erkenntnis der Wirklichkeit reicht dazu nicht aus; denn, dass „das Vernünftige wirklich ist, beweist sich eben im Widerspruch der unvernünftigen Wirklichkeit, die an allen Ecken das Gegenteil von dem ist, was sie aussagt, und das Gegenteil von dem aussagt, was sie ist“.
Philosophie ist für Marx eine Waffe im Kampf um die Neugestaltung der menschlichen Lebensverhältnisse. Es ist „der Philosoph, in dessen Hirn die Revolution beginnt“. Deshalb „findet das Proletariat in der Philosophie seine geistigen Waffen“. Die Verwirklichung der Philosophie bedeutet aber letzten Endes, dass sie ihr jetziges Wesen verliert, reine Theorie zu sein und sich in Praxis verwandelt: „ihre Verwirklichung [ist] zugleich ihr Verlust“. Marx geht es um ein „Umschlagen in ein praktisches Verhältnis zur Wirklichkeit“. Mit dem „Weltlich-Werden“ der Philosophie ist dann schließlich das „Ende der Spekulation“ erreicht. Es bleiben lediglich die empirischen Wissenschaften übrig: „Da, wo die Spekulation aufhört, beim wirklichen Leben, beginnt also die wirkliche, positive Wissenschaft, die Darstellung der praktischen Betätigung, des praktischen Entwicklungsprozesses der Menschen. […] Die selbständige Philosophie verliert mit der Darstellung der Wirklichkeit ihr Existenzmedium. An ihre Stelle kann höchstens eine Zusammenfassung der allgemeinsten Resultate treten, die sich aus der Betrachtung der historischen Entwicklung der Menschen abstrahieren lassen“.

## Religionskritik
Die Kritik der Religion ist für Marx „die Voraussetzung aller Kritik“. Die Aufgabe der Philosophie muss die Emanzipation „von allen himmlischen und irdischen Göttern“ sein.
Marx übernimmt den Ansatz der Religionskritik Feuerbachs – insbesondere dessen Entfremdungsthese und Sensualismus. Feuerbach hatte die Ansicht vertreten, dass die Religion zu einer „Entzweiung des Menschen mit sich selbst“ führe; der Mensch setze sich Gott „als ein ihm entgegengesetztes Wesen gegenüber“, ohne die „Schranken des individuellen (wirklichen, leiblichen) Menschen“. Diesem bringe er im Gebet und im Opfer seine Aufmerksamkeit entgegen und entziehe damit seine Kräfte der realen menschlichen Gattung.
Feuerbachs sensualistischer Ansatz zielt auf eine Rehabilitation der Sinnlichkeit: „Nur ein sinnliches Wesen ist ein wahres, ein wirkliches Wesen“. Allein durch die sinnliche Beziehung zum Gegenstand kann der Mensch Wahrheit und Wirklichkeit erkennen und zum Selbstbewusstsein gelangen. Für Marx ist mit Feuerbachs Werk die „Kritik der Religion im Wesentlichen beendigt“. Den eigentlichen Grund der religiösen Selbstentzweiung sieht er – anders als Feuerbach – nicht im menschlichen Verlangen nach Unendlichkeit, sondern in einer „unwahren“ Wirklichkeit, die dem individuellen Bewusstsein und Streben zugrunde liegt: im Staat und in der Gesellschaft. Diese „produzieren die Religion, ein verkehrtes Weltbewußtsein, weil sie eine verkehrte Welt“ sind. Die „weltliche Beschränktheit“ muss als die eigentliche Ursache der religiösen Entzweiung kritisiert und überwunden werden. Die Forderung der Religionskritik Feuerbachs, der Mensch müsse „die Illusionen über seinen Zustand aufzugeben“, dreht Marx um in die „Forderung, einen Zustand aufzugeben, der der Illusionen bedarf“. Die Kritik der Religion wird so bei Marx im Wesentlichen zu einer Kritik des Rechts, und die Kritik der Theologie zu einer Kritik der Politik.
Allerdings wird die Religionskritik nicht völlig überflüssig; es besteht „ein Unterschied zwischen der politischen und der menschlichen Emanzipation“. Politische Emanzipation bezeichnet die Gewährung von Menschen- und Bürgerrechten in der Verfassung. Hierdurch hebt der Staat religiöse Vorrechte auf, berührt aber nicht die private Lebensführung und das individuelle religiöse Bewusstsein. Doch sogar die politische Emanzipation selbst bleibt eine religiöse: „Der Staat ist der Mittler zwischen dem Menschen und der Freiheit des Menschen“, und für Marx ist Religion eben die Anerkennung des Menschen durch einen Mittler. Die menschliche Emanzipation ist erst dann vollbracht, wenn der „individuelle Mensch den abstrakten Staatsbürger in sich zurücknimmt“, und „die gesellschaftliche Kraft nicht mehr in der Gestalt der politischen Kraft von sich trennt“.
Auch die „alte“, idealistische Philosophie war Marx zufolge nicht in der Lage, die religiöse Entfremdung zu überwinden. Sie war im Gegenteil „die in Gedanken gebrachte und denkend ausgeführte Religion“. An ihre Stelle muss eine neue Philosophie treten, die den „Kopf“ der Emanzipation darstellt. Das „Herz“ bildet das Proletariat, der einzige Stand, der zur Überwindung der „bisherigen Weltordnung“ in der Lage ist. Seine historische Aufgabe ist es, „alle Verhältnisse umzuwerfen, in denen der Mensch ein erniedrigtes, ein geknechtetes, ein verlassenes, ein verächtliches Wesen ist“.

### Religion und Kapitalismus
Aus Marx’ Sicht hängt das religiöse Bewusstsein – insbesondere im Christentum – mit der kapitalistischen Produktionsweise zusammen: „Für eine Gesellschaft von Warenproduzenten […] ist das Christentum mit seinem Kultus des abstrakten Menschen […] die entsprechendste Religionsform“. Er vergleicht die Mittlerrolle des Geldes mit der von Christus. Wie im Christentum, wo der „Mittler nun zum wirklichen Gott wird“ und sein „Kultus“ „zum Selbstzweck“, so wird auch das Geld im Kapitalismus der Mittler zwischen den Gegenständen und dem Menschen. Die Ware Geld entwickelt sich zum „Fetisch“. Sie verlangt seinem Urheber Unterwerfung und Opfer ab und eignet sich dessen Leben an.
Erst wenn Menschen in freier Vergesellschaftung die Produktion unter ihre bewusste, planmäßige Kontrolle bringen und der Produktionsprozess nicht mehr mystisch und übergewaltig ist, könne der „religiöse Widerschein der wirklichen Welt“ (Marx) bzw. die „religiöse Widerspiegelung fremder Macht“ (Engels) verschwinden.

## Der Mensch

### Die Bedeutung der Arbeit
Wesentlich für Marx’ Verständnis des Menschen ist sein Begriff der Arbeit. Sie ist „das sich bewährende Wesen des Menschen“. In der schöpferischen Arbeit kann sich der Mensch in seiner Schöpferkraft erfahren und der Glaube an einen göttlichen Welterschaffer als Entfremdung und Selbstverlust entlarvt werden. Marx schildert an zahlreichen Stellen seines Werkes in poetischer Kraft die fundamentale Bedeutung der Arbeit: sie ist „das lebendig gestaltende Feuer“, die „Flamme, die lebendig macht“ und erweckt die Dinge „von den Toten“.
Arbeit ist laut Marx eine sinnlich-gegenständliche Beziehung. In ihr ergreift ein gesellschaftliches Subjekt ein zunächst natürliches Ding und bearbeitet es. Sowohl Subjekt und Objekt verändern sich in diesem Prozess. Das Subjekt entfaltet sich selbst in seinen Anlagen und Kräften, indem es dem Objekt seinen Willen aufprägt und sich in diesem vergegenständlicht. Das Objekt hingegen bekommt durch die Einwirkung des Subjekts eine neue Gestalt und wird quasi „vermenschlicht“. Dieser Prozess wird angetrieben durch die als „Leiden“ erlebte sinnliche Bedürftigkeit des Menschen. Durch die produktive Arbeit schafft der Mensch die Gegenstände, die zur Befriedigung seiner Bedürfnisse notwendig sind. Die sinnliche Bedürftigkeit des Menschen stellt dabei letztlich auch den Motor der Menschheitsgeschichte dar. Die Bedürfnisbefriedigung ist dabei nicht auf materielle Gegenstände begrenzt. Das erste und letzte Bedürfnis ist der Mensch selbst. Der „unter Voraussetzung des Sozialismus“ geschaffene Reichtum hebt diese Bedürftigkeit nicht auf, im Gegenteil: „Der reiche Mensch ist zugleich der einer Totalität der menschlichen Lebensäußerung bedürftige Mensch“.
Die Sinnlichkeit verbindet somit die Menschen untereinander und mit der Natur. Der Mensch erfährt sich selbst in der sinnlichen Begegnung mit dem anderen Menschen. Sie wird vermittelt durch die gesellschaftliche Arbeit und den Austausch gegenständlicher Produkte. Die Sinnlichkeit ist, so argumentiert Marx, eine spezifisch menschliche Eigenschaft. Der Mensch will als Mensch leben, wozu auch Kultur erforderlich ist. Diese ist aber kein eigener Bereich gegenüber der materiell-sinnlichen Lebenspraxis und zählt insofern zum „Überbau“. Ein ursprüngliches, selbständiges geistiges Bedürfnis gibt es demnach nicht.

### Die Bedeutung der Natur
In der Bearbeitung des Naturstoffs wachsen Mensch und Natur zu einer dialektischen Einheit zusammen und gelangen jeweils zu einer höheren Stufe ihres Daseins. Der Mensch wird quasi selbst „Gegenstand“, die Natur wird „zum Menschen“ wie Marx zuspitzend formuliert. Im geschaffenen Produkt ist die Einheit von Natur und Mensch vollzogen. Marx drückt dies im „Kapital“ in einer stark an die aristotelische Akt-Potenz-Lehre anklingenden Formulierung so aus: „Der Prozeß erlischt im Produkt […]. Die Arbeit hat sich mit ihrem Gegenstand verbunden. Sie ist vergegenständlicht, und der Gegenstand ist verarbeitet. Was auf seiten des Arbeiters in der Form der Unruhe erschien, erscheint nun als ruhende Eigenschaft, in der Form des Seins, auf seiten des Produkts“.
Ermöglicht wird die dialektische Einheit von Produzent und Produkt durch die vorausliegende Einheit von Mensch und Natur. Der Mensch ist „Teil der Natur“. Die „ganze sogenannte Weltgeschichte“ ist im Grunde nichts anderes als „das Werden der Natur für den Menschen“. Die Bewegung der Natur bleibt ihr immanent. Ihr Ziel ist nicht wie bei Hegel eine die Sinnlichkeit aufhebende Vergeistigung. Sie führt vielmehr über die Entfremdung zur vollendeten Einheit der Natur in der Gesellschaft: die „Gesellschaft ist die vollendete Wesenseinheit des Menschen mit der Natur, die wahre Resurrektion [Wiederauferstehung] der Natur, der durchgeführte Naturalismus des Menschen und der durchgeführte Humanismus der Natur“.

### Freiheit
Freiheit wird von Marx als eine Beziehung des Einzelnen zur Gesellschaft gedacht: „Erst in der Gemeinschaft [mit Andern hat jedes] Individuum die Mittel, seine Anlagen nach allen Seiten hin auszubilden; erst in der Gemeinschaft wird also die persönliche Freiheit möglich“. Jeder bedarf des Anderen, um er selbst zu sein: seiner Produkte aber auch des Anderen als Menschen, weil der Mensch das erste Bedürfnis für den Menschen ist. Erst der Bezug auf den Anderen ermöglicht die eigene Selbstentfaltung. Diese Selbstentfaltung zum „totalen“, d. h. vollgesellschaftlichen Individuum ist das wesentliche Moment der Freiheit.
Zudem ist Freiheit, unterstreicht Marx, nur konkret vorstellbar: sie vollzieht sich in der Produktion. Er wendet sich in diesem Zusammenhang gegen Adam Smith, der Arbeit mit „Fluch“, Freiheit mit „Ruhe“ gleichgesetzt hatte. Die „Überwindung von Hindernissen“ bedeutet „Betätigung der Freiheit“. In ihr setzt sich das Individuum „äußere Zwecke“, was „Selbstverwirklichung, Vergegenständlichung des Subjekts, daher reale Freiheit“ bedeutet.
Schließlich ist Freiheit das Ziel des Kommunismus. Marx betont, wie sehr die Freiheit an einen hohen Stand der Produktivkräfte gebunden ist: „Das Reich der Freiheit beginnt in der Tat erst da, wo das Arbeiten, das durch Not und äußere Zweckmäßigkeit bestimmt ist, aufhört; es liegt also der Natur der Sache nach jenseits der Sphäre der eigentlichen materiellen Produktion“. „Wahre Freiheit“ ist dort realisiert, wo die eigene Schöpferkraft von dem Zwang befreit ist, zwischen vorgegebenen Alternativen wählen zu müssen und selbstgesetzten Zwecken folgen kann. Vorausgesetzt ist allerdings immer die materielle Produktion als seine „Basis“, was Marx als „Reich der Notwendigkeit“ bezeichnet: „Aber es bleibt dies immer ein Reich der Notwendigkeit. Jenseits desselben beginnt die menschliche Kraftentwicklung, die sich als Selbstzweck gilt, das wahre Reich der Freiheit, das aber nur auf jenem Reich der Notwendigkeit als seiner Basis aufblühn kann“.
Die Freiheit in der bürgerlichen Gesellschaft ist für Marx primär eine negative Form von Freiheit. Sie bedeutet als „persönliche Freiheit“ Abgrenzung von den Anderen, um sich im gesellschaftlichen Leben Freiräume offen zu halten. In ihr verselbstständigen sich die Individuen durch ihre Trennung voneinander. Es „handelt sich um die Freiheit des Menschen als isolierter auf sich zurückgezogener Monade“. Das bürgerliche „Menschenrecht der Freiheit basiert nicht auf der Verbindung des Menschen mit dem Menschen, sondern vielmehr auf der Absonderung“.
Laut Marx konnte „nur unter der Herrschaft des Christentums, welches alle nationalen, natürlichen, sittlichen, theoretischen Verhältnisse dem Menschen äußerlich macht (…) die bürgerliche Gesellschaft sich vollständig vom Staatsleben trennen, alle Gattungsbande des Menschen zerreißen, den Egoismus, das eigennützige Bedürfnis an die Stelle dieser Gattungsbande setzen, die Menschenwelt in eine Welt atomistischer, feindlich sich gegenüberstehender Individuen auflösen“.
Das Muster der negativen Freiheit in der bürgerlichen Welt ist die „freie Konkurrenz“. Marx bezeichnet sie als „die völligste Aufhebung der individuellen Freiheit und die völlige Unterjochung der Individualität unter gesellschaftliche Bedingungen, die die Form von sachlichen Mächten, ja von übermächtigen Sachen […] annehmen.“ „Nicht die Individuen sind frei gesetzt in der freien Konkurrenz; sondern das Kapital“.

### Ethik
Ethische Fragen spielen in Marx’ Denken nur eine sehr untergeordnete Rolle. Das Ziel einer „menschlichen Gemeinschaft“ ist für ihn kein Postulat in einer unmenschlichen, kapitalistischen Gesellschaft, sondern eine Kraft, die in dieser enthalten ist und sich notwendig verwirklichen wird: „Der Glaube, und zwar der Glaube an den ‚heiligen Geist der Gemeinschaft’ ist das Letzte, was für die Durchführung des Kommunismus verlangt wird“. Die Arbeiterklasse „hat keine Ideale zu verwirklichen; sie hat nur die Elemente der neuen Gesellschaft in Freiheit zu setzen, die sich bereits im Schoß der zusammenbrechenden Bourgeoisgesellschaft entwickelt haben“.
Sittliche Ideale, die nicht „der theoretische Ausdruck der praktischen Bewegung“ sind und so nicht dem historischen Zustand einer Gesellschaft entsprechen, müssen „mehr oder minder utopistisch, dogmatisch, doktrinär“ bleiben. Sind die „materiellen Elemente einer totalen Umwälzung“ nicht vorhanden, „so ist es ganz gleichgültig für die praktische Entwicklung, ob die Idee dieser Umwälzung schon hundertmal ausgesprochen ist“. Wie alle geistigen Erscheinungen ist auch die „Moral“ „besondre Weise der Produktion“ und fällt „unter ihr allgemeines Gesetz“.
Marx kennt das Phänomen der Schuld nicht. Das Handeln des Kapitalisten, das als dessen „individuelle Manie erscheint“, ist in Wirklichkeit „Wirkung des gesellschaftlichen Mechanismus, worin er nur ein Triebrad ist“. Auch in der kommunistischen Gesellschaft stellt sich die Frage nach dem sittlichen Sollen nicht. Hier ist die Einheit von Mensch und Natur erreicht. Wie zu handeln ist, ergibt sich dann aus der „vermenschlichten Natur“ selbst.

## Die Gesellschaft

### Individuum und Gesellschaft
Die marxistische Anthropologie sieht das Verhältnis des Individuums zur menschlichen Gesellschaft als zentral an. Marx geht dabei weit über Aristoteles’ Definition des Menschen als „Zoon politikon“ hinaus. Die Beziehung zu den Anderen ist für das Individuum nicht nur wesentlich; es wird vielmehr durch diese Beziehung erst zu dem, was es ist: „das menschliche Wesen ist kein dem einzelnen Individuum innewohnendes Abstraktum. In seiner Wirklichkeit ist es das Ensemble der gesellschaftlichen Verhältnisse“. Somit vertritt Marx eine naturalistische Sicht von Gesellschaft: sie ist „die wahre Resurrektion [Wiederauferstehung] der Natur“. Wo der Mensch in die Natur verändernd eingreift und sich damit zum Ausdruck bringt, tut er das als gesellschaftliches Wesen. Die Gesellschaft ist daher „die vollendete Wesenseinheit des Menschen mit der Natur“.
Zwar ist Marx zufolge Gesellschaftlichkeit das Wesensmerkmal des Menschen; doch hat bei ihm der Begriff des Wesens keine metaphysische, sondern eine naturhafte Dimension. Der Gesellschaftsbezug des Menschen äußert sich im „Austausch sowohl der menschlichen Tätigkeit innerhalb der Produktion selbst als auch der menschlichen Produkte gegeneinander“. Die sozialen Beziehungen entstehen letzten Endes „durch die Not und den Egoismus der Individuen“.
Obwohl Marx der Gesellschaft eine fundamentale Bedeutung für die Entwicklung des Einzelnen zuweist, lehnt er es doch ab, von der Gesellschaft als einer übergeordneten und selbständigen Entität zu sprechen. „Es ist vor allem zu vermeiden, die ‚Gesellschaft‘ wieder als Abstraktion dem Individuum gegenüber zu fixieren. Das Individuum ist das gesellschaftliche Wesen“. Die Gesellschaft ist nicht von den Individuen geschieden, sondern erscheint nur in den Beziehungen zwischen ihnen: „Die Gesellschaft besteht nicht aus Individuen, sondern drückt die Summe der Beziehungen, Verhältnisse aus, worin diese Individuen zueinander stehn“.

### Der Klassenbegriff
Jede Gesellschaft seit der Urgesellschaft ist nach Marx in Klassen aufgeteilt. Für die Zugehörigkeit zu einer Klasse ist „objektiv“ gesehen die Gemeinsamkeit der ökonomischen Existenzbedingungen, der Lebensweise, Interessen und Bildung ihrer Mitglieder entscheidend. Aber erst wenn eine Klasse sich ihrer selbst bewusst wird und ein entsprechendes Klassenbewusstsein entwickelt, konstituiert sie sich als die Klasse, die sie ist und wird so in die Lage versetzt, ihre geschichtliche Mission zu erfüllen.

#### Klassenkampf
Für Marx und Engels ist „(seit Auflösung des uralten Gemeinbesitzes an Grund und Boden) die ganze Geschichte eine Geschichte von Klassenkämpfen gewesen“. Der unversöhnliche Kampf zwischen der jeweils herrschenden und der beherrschten Klasse ist die treibende Kraft der geschichtlichen Entwicklung. Er stellt zugleich den entscheidenden Schritt für das Selbstbewusstsein der beherrschten Klasse dar: in ihm „findet sich diese Masse zusammen, konstituiert sie sich als Klasse für sich selbst“.
Im Verlauf der sich bis zur Revolution steigernden Auseinandersetzung übernimmt eine aufsteigende Klasse auf einer „höheren“ gesellschaftshistorischen Ebene die Herrschaft in Staat und Gesellschaft. Erst mit der revolutionären Beseitigung der letzten herrschenden Klasse, der Bourgeoisie, durch das Proletariat vollzieht sich im Sozialismus mithilfe der Diktatur des Proletariats der allmähliche Übergang zur klassenlosen Gesellschaft.

#### Arbeitsteilung und gesellschaftliche Entwicklung
Die Vergesellschaftung in der geschichtlichen Gestalt der Klassengesellschaft ist für Marx und Engels bereits in der biologischen Konstitution des Menschen angelegt. Diese lässt es nicht zu, dass er alleine existiert und verweist ihn auf das andere Geschlecht. Es kommt so zu einer „Vermehrung der Bevölkerung“, aus der eine „Vermehrung der Bedürfnisse“ und eine „gesteigerte Produktivität“ folgt. Aus der Teilung der Arbeit innerhalb der Familie wird eine gesellschaftliche Arbeitsteilung, die endgültig von dem Augenblick an Wirklichkeit wird, „wo eine Teilung der materiellen und geistigen Arbeit eintritt“.
Die beginnende Arbeitsteilung bedeutet gleichzeitig die Entstehung des Privateigentums, denn „Teilung der Arbeit und Privateigentum [sind] identische Ausdrücke – in dem Einen wird in Beziehung auf die Tätigkeit dasselbe ausgesagt, was in dem Andern in bezug auf das Produkt der Tätigkeit ausgesagt wird“. Der „Genuß und die Arbeit, Produktion und Konsumtion“ fallen nun „verschiedenen Individuen“ zu. Es kommt zu einer „Trennung der Gesellschaft in einzelne, einander entgegengesetzte Familien“ und zu einer „ungleichen, sowohl quantitativen wie qualitativen Verteilung der Arbeit und ihrer Produkte“.
Mit der Entstehung des Privateigentums wird aus dem ursprünglich gemeinschaftlichen „Austausch der Produkte“ der „Tauschhandel“. Dieser bestimmt in der bürgerlichen Gesellschaft sämtliche menschlichen „Verkehrsformen“. Marx kennt keinen Bereich, der davon ausgenommen wäre: „Die Individuen treten sich nur als Eigentümer von Tauschwerten gegenüber, als solche, die sich ein gegenständliches Dasein füreinander durch ihr Produkt, die Ware gegeben haben“ und existieren nur noch „sachlich füreinander“. Erst mit der Aufhebung des Privateigentums wird die wechselseitige Behandlung der Menschen als Sache langsam in den „Verkehr der Individuen als solcher“ verwandelt werden. In diesem Sinne schreibt Marx in seiner Kritik des Gothaer Programms:

„In einer höheren Phase der kommunistischen Gesellschaft, nachdem die knechtende Unterordnung der Individuen unter die Teilung der Arbeit, damit auch der Gegensatz geistiger und körperlicher Arbeit verschwunden ist; nachdem die Arbeit nicht nur Mittel zum Leben, sondern selbst das erste Lebensbedürfnis geworden; nachdem mit der allseitigen Entwicklung der Individuen auch ihre Produktivkräfte gewachsen und alle Springquellen des genossenschaftlichen Reichtums voller fließen – erst dann kann der enge bürgerliche Rechtshorizont ganz überschritten werden und die Gesellschaft auf ihre Fahne schreiben: Jeder nach seinen Fähigkeiten, jedem nach seinen Bedürfnissen!“

### Das Geldverhältnis
Mit der Verwandlung der Arbeit zur Ware tritt an die Stelle wahrer menschlicher Beziehungen das Geld. In der bürgerlichen Gesellschaft wird damit „kein anderes Band zwischen Mensch und Mensch übriggelassen als das nackte Interesse, als die gefühllose ‚bare Zahlung’“. Das Geld ist das „entäußerte Vermögen der Menschheit“ zueinander in Beziehung zu treten.
Marx bezeichnet es als das „Band aller Bande“, die „allgemeine Hure“ und „Kuppler der Menschen und Völker“. Wer es besitzt, kann „die ganze menschliche und natürliche gegenständliche Welt sich“ eintauschen.
Das Geld vermag, alle Beziehungen zwischen den Menschen auf den Kopf zu stellen: „Es verwandelt die Treue in Untreue, die Liebe in Haß, den Haß in Liebe, die Tugend in Laster, das Laster in Tugend, den Knecht in den Herrn, den Herrn in den Knecht, den Blödsinn in Verstand, den Verstand in Blödsinn“.

### Sein und Bewusstsein

#### Basis und Überbau

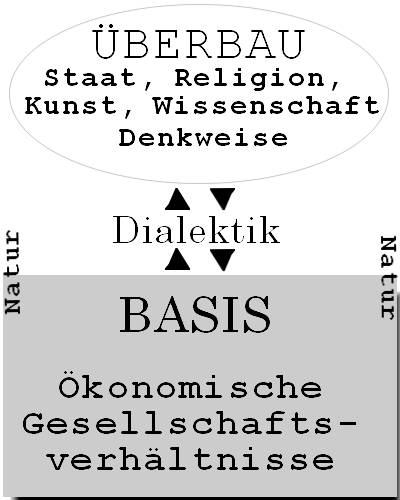
Basis und Überbau

Das Denken ist, betont Marx, wesentlich durch seine „materiellen Grundlagen“, die gesellschaftliche Praxis des Individuums, bestimmt. Er fasst dies in der bekannten „Basis-Überbau“-These zusammen: „Es ist nicht das Bewußtsein der Menschen, das ihr Sein, sondern umgekehrt ihr gesellschaftliches Sein, das ihr Bewußtsein bestimmt“. Diese Ansicht fasste Marx mehrmals in unterschiedlichen Formulierungen, so schrieb er etwa auch „Nicht das Bewußtsein bestimmt das Leben, sondern das Leben bestimmt das Bewußtsein“, oder „Das Bewußtsein kann nie etwas Andres sein als das bewusste Sein, und das Sein der Menschen ist ihr wirklicher Lebensprozeß.“ Die gesamte menschliche Wirklichkeit ist demzufolge durch die „Produktion und Reproduktion des wirklichen Lebens“ bestimmt:

„Die Menschen sind die Produzenten ihrer Vorstellungen, Ideen pp., aber die wirklichen, wirkenden Menschen, wie sie bedingt sind durch eine bestimmte Entwicklung ihrer Produktivkräfte und des denselben entsprechenden Verkehrs [Anm.: Produktionsverhältnisse] bis zu seinen weitesten Formationen hinauf.“

Diese „weitesten Formationen“ sind die sogenannten geistigen Produktionsweisen oder der Überbau. „Religion, Familie, Staat, Recht, Moral, Wissenschaft, Kunst etc. sind nur besondre Weisen der Produktion und fallen unter ihr allgemeines Gesetz“. Recht ist beispielsweise „nur der zum Gesetz erhobene Wille“ der herrschenden Klasse, „ein Wille, dessen Inhalt gegeben ist in den materiellen Lebensbedingungen“ dieser Klasse. In der bürgerlichen Gesellschaft stellt das entscheidende Produktionsverhältnis das Privateigentum dar. Es trägt wesentlich zur Widersprüchlichkeit des Bewusstseins und der Entfremdung des Menschen bei.
Einwände, die gegen diese These erhoben wurden, veranlassten Marx und Engels festzuhalten, dass es eine wechselseitige Beeinflussung zwischen den beiden Bereichen Basis und Überbau gebe. In „letzter Instanz“ sind aber, wie Engels betont, in der Geistesgeschichte „die ökonomischen Verhältnisse“, die „entscheidenden“, die „den durchgehenden, allein zum Verständnis führenden roten Faden bilden“.

#### Das „falsche“ Bewusstsein
Das bürgerliche Bewusstsein ist dadurch charakterisiert, dass es seine eigenen gesellschaftlichen Bedingtheiten nicht wahrhaben will. Es unterliegt der Selbsttäuschung über die universelle Gültigkeit seiner Bewusstseinsformen wie „Moral, Religion, Metaphysik“, welche wie auch die „bürgerlichen Vorstellungen von Freiheit, Bildung, Recht usw.“ „Erzeugnisse der bürgerlichen Produktions- und Eigentumsverhältnisse“ sind. Die Bourgeoisie betrachte ihre Ideen „wie alle untergegangenen herrschenden Klassen“ als „ewige Natur- und Vernunftgesetze“.
Marx bezeichnet diese Art von Selbsttäuschung als „Ideologie“. Sie ist „identisch mit dem falschen Bewußtsein oder dem gedanklichen Prozeß, der im Bewußtsein eine Mystifzierung derart erfährt, daß der Mensch die Kräfte nicht kennt, die sein Denken wirklich lenken, und sich vorstellt von der reinen Folgerichtigkeit des Gedankens selbst oder von rein gedanklichen Einflüssen geleitet zu werden“.
Das „falsche Bewusstsein“ ist typisch für jede Klassengesellschaft. Die jeweils herrschende Klasse hat das Interesse, die bestehenden Verhältnisse als objektiv und allgemeingültig darzustellen. Insofern ist ihre Ideologie gleichzeitig falsches aber auch notwendiges Bewusstsein, notwendig nicht in einem erkenntnistheoretischen, aber in einem praktischen Sinne, d. h. jede neue Gesellschaftsordnung stellt einen Fortschritt gegenüber der vorhergehenden dar. Insofern ist das durch den Kapitalismus geprägte Denken ein Fortschritt auf dem Weg zum Kommunismus. Andererseits kann die Bourgeoisie mit den ihr zur Verfügung stehenden Machtmitteln ihre eigene Ideologie zum Gedankengut der unterdrückten Klassen machen; denn: „die Gedanken der herrschenden Klasse sind in jeder Epoche die herrschenden Gedanken“.
Den verschiedenen gesellschaftlichen Klassen schreiben Marx und Engels ein jeweils eigenes Klassenbewusstsein zu. Lediglich das „klassenbewusste“ Proletariat hat kein „falsches Bewusstsein“ mehr. Da es über keine Rechte und keinen Besitz verfügt, ist sein Bewusstsein nicht mehr auf die Verteidigung partikularer Vorrechte gerichtet, sondern auf die Verwirklichung von Menschlichkeit und die „Wiedergewinnung des Menschen“.
Siehe auch: Ideologiekritik

## Die Ökonomie
Die marxsche Darstellung der Funktionsweise der kapitalistischen Ökonomie in seinem Hauptwerk „Das Kapital“ kann aus einer von philosophischen Interessen bestimmten Perspektive verstanden werden. Für Kolakowski ist sie „kein gesondertes Gebiet, das sich unabhängig von seinen anthropologischen Inspirationen und unabhängig von der Geschichtsphilosphie verstehen und darlegen ließe“, sondern stellt vielmehr die „Anwendung der Theorie der Entmenschung auf das Verhältnis der Produktions- und Austauschphänomene“ dar.

### Werttheorie

#### Historische Anknüpfungspunkte
Die ökonomische Theorie des Wertes – deren Wurzeln sich bis zu Platon zurückverfolgen lassen – befasst sich mit dem Problem des Warentausches: Worin besteht die gemeinsame Eigenschaft von Waren, die es möglich macht, sie – trotz aller qualitativen Unterschiede – quantitativ zu vergleichen und gegeneinander zu tauschen? Bereits Platon und Aristoteles entwickelten den Gedanken, dass der Wert einer Ware in der Arbeitszeit gemessen wird, die zu ihrer Herstellung notwendig ist. Die Vertreter der klassischen Nationalökonomie Adam Smith und David Ricardo arbeiteten die Werttheorie mit dem Ziel einer objektiven Kalkulation der Profite und der Mechanismen ihrer Verteilung weiter aus.
Karl Marx’ Werttheorie beruht dagegen auf der Frage nach der Natur der Ausbeutung in einer auf Privateigentum gestützten Gesellschaft. Wie die oben genannten Denker, betrachtet auch Marx die Arbeit als einziges Messinstrument zur Bestimmung des Wertes der Waren; er sieht darin außerdem die einzige Quelle des Wertes. Das Phänomen des Tauschwerts selbst ist laut Marx keine natürliche und unausweichliche Eigenschaft des gesellschaftlichen Lebens, sondern eine historische Übergangsform. Die zukünftige kommunistische Gesellschaft würde dementsprechend den Tauschwert nicht mehr benötigen, so wie es ihn auch in der Geschichte nicht immer gegeben hat.

Verhältnis von Arbeit und Ware bei Marx

#### Die Doppelform des Werts
Marx zufolge lässt sich jede Ware unter einem Doppelaspekt betrachten:
- im Hinblick auf ihre Qualitäten, beispielsweise als Leinen, Stuhl oder Brot, die menschliche Bedürfnisse befriedigen: diesen Aspekt nennt er den Gebrauchswert.
- im Hinblick darauf, dass es mit jedem anderen Ding in einem bestimmten quantitativen Verhältnis austauschbar ist: diesen Aspekt nennt er den Tauschwert.

Ein Ding kann erst einen Tauschwert annehmen, wenn es gegen ein anderes Ding getauscht werden soll und erst zur Ware werden, wenn es für den Tausch produziert und in das System des Warenaustausches eingegliedert wird. Der Tauschwert oder die „Warenform“, wie Marx das Phänomen auch bezeichnet, ist keine Eigenschaft des Dinges „an sich“. Die Warenform existiert nur in Gesellschaften, in denen Menschen ihre Produkte gegenseitig vergleichen und einander als Privateigentümer gegenübertreten:

„Alle Waren sind Nicht-Gebrauchswerte für ihre Besitzer, Gebrauchswerte für ihre Nicht-Besitzer. Sie müssen also allseitig die Hände wechseln. Aber dieser Händewechsel bildet ihren Austausch, und ihr Austausch bezieht sie als Werte aufeinander und realisiert sie als Werte. Die Waren müssen sich daher als Werte realisieren, bevor sie sich als Gebrauchswerte realisieren können.“

#### Die Geldform
Wenn alle Produkte ihren Wert nur im Austausch offenbaren, dann kann jedes einzelne Produkt auch das Maß für alle anderen sein. So bildete sich mit dem Markt das Geld als die Ware heraus, die aufgrund ihrer Natureigenschaft eine privilegierte Stellung als Wertmesser erhielt. Das Geld unterscheidet sich im Hinblick auf seinen Charakter als Tauschwert nicht von anderen Waren; es ist wie sie Produkt der abstrakten Arbeit des Menschen. Im Geld verselbständigt sich der Tauschwert und nimmt eine Gestalt an, die ihre Herkunft aus der Arbeit verschleiert.

#### Die Doppelform der Arbeit
Die Doppelform des Wertes der Waren entspringt einer Doppelform der Arbeit. Marx unterscheidet daher im Anschluss an Platon zwei Aspekte des Arbeitsprozesses:
- die konkrete Arbeit, die den Gebrauchswert einer Ware hervorbringt und
- die abstrakte Arbeit, die deren Tauschwert erzeugt.

Die abstrakte Arbeit ist es, die verschiedenen Arbeiten – z. B. des Bäckers, Spinners, Holzfällers etc. – miteinander vergleichbar macht. Ihr gemeinsamer Nenner ist die Verausgabung von Arbeitskraft innerhalb einer messbaren Zeit als Bestandteil der gesellschaftlichen Arbeitsteilung. Alle noch so komplexen Arbeitsformen werden auf diese Weise auf die gesellschaftlich notwendige Arbeitszeit als Wertmaß reduziert. Maßgeblich ist dabei nicht die faktisch verwendete, sondern die gesellschaftlich notwendige Zeit, d. h. die Zeit, die durchschnittlich für die Herstellung eines Gegenstandes unter bestimmten Produktionsbedingungen und bei einem bestimmten Stand der menschlichen Fähigkeiten erforderlich ist.

#### Der Warenfetischismus
Das Geld- und die Warenform, die die Gegenstände in einer kapitalistischen Gesellschaft annehmen, sind Quelle einer spezifischen Täuschung, die Marx Warenfetischismus nennt. Der Tauschwertcharakter der Dinge erscheint als ihre überhistorische, naturhafte Eigenschaft, ist aber tatsächlich ein Schein. Im vom Geld vermittelten Tauschakt kommt es zur ungewollten Zustimmung der Menschen dazu, dass ihre persönlichen Fähigkeiten nicht mehr ihnen gehören, sondern den Gegenständen, in denen der von ihnen produzierte Tauschwert enthalten ist. Die den Wert schaffenden Arbeiter werden zum scheinbaren „Objekt“ Arbeitskraft degradiert, die für das „Subjekt“ Ware produzieren. Die Warenproduzenten werden von ihren Produkten beherrscht: „Ihre eigne gesellschaftliche Bewegung besitzt für sie die Form einer Bewegung von Sachen, unter deren Kontrolle sie stehen, statt sie zu kontrollieren“.

#### Die Verdinglichung
Unter „Verdinglichung“ verstehen Marx und Engels die Verwandlung von Gegenständen bzw. der menschlichen Arbeitskraft in „Dinge“. Dabei tritt im Kapitalismus der Gebrauchswert in den Hintergrund, während der Tauschwert alles zur Ware und damit zum Ding macht.

### Ausbeutungs- und Entfremdungstheorie

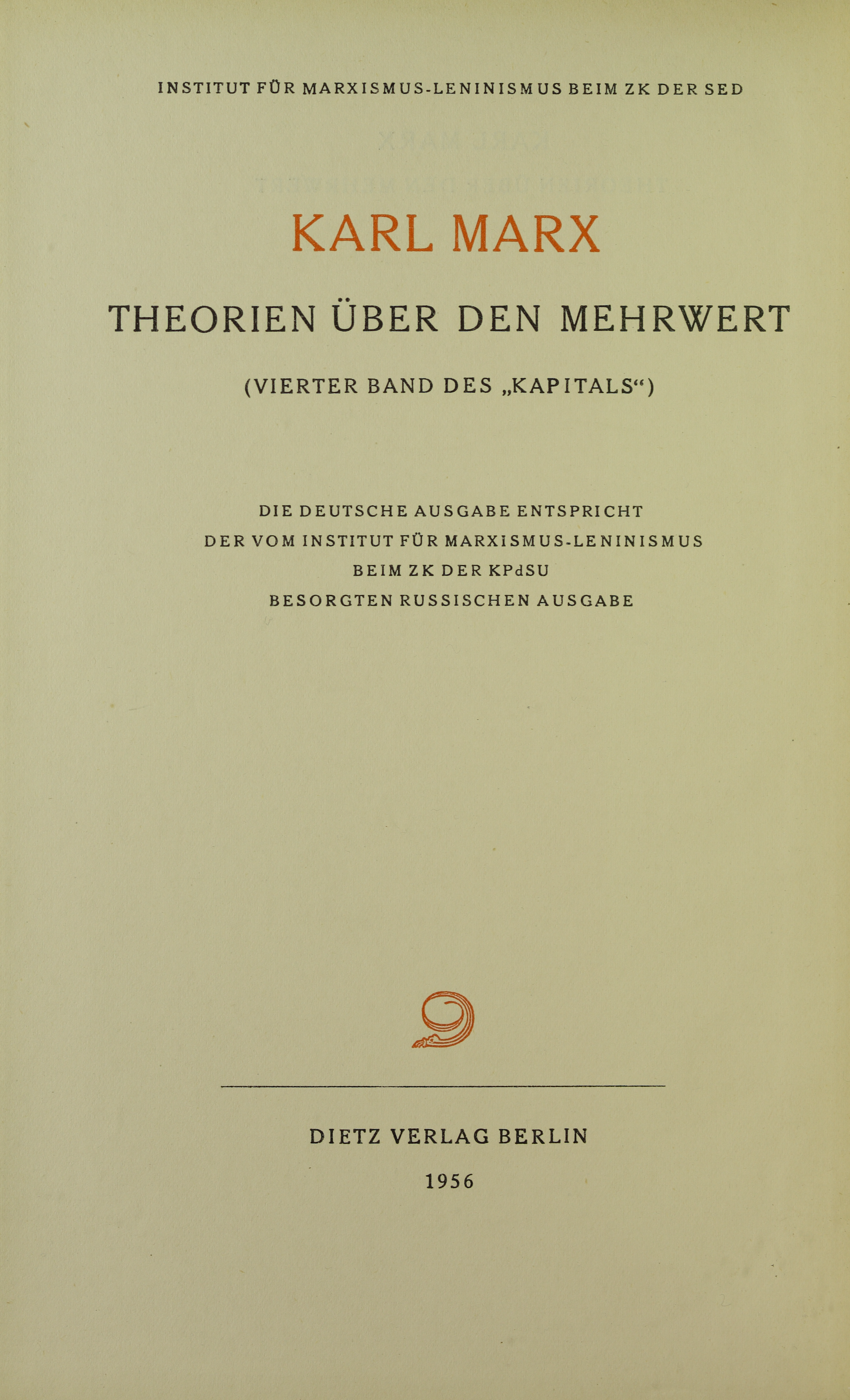
Karl Marx, Theorien über den Mehrwert, 1956

Der Wert der Arbeitskraft wird ebenfalls durch die Arbeitszeit ermittelt, die für ihre Produktion und Reproduktion benötigt wird. Die Arbeitskraft ist also vergleichbar mit einer beliebigen Ware. Ihr Wert wird gemessen an dem Wert der Produkte, die
- einerseits zur Aufzucht und Ausbildung des Arbeiters (je länger die Ausbildung, umso größer der Wert der Arbeitskraft),
- andererseits zur Erhaltung der Arbeitskraft des Arbeiters sowie zur Gründung und zum Unterhalt seiner Familie notwendig sind.

Das Phänomen der Ausbeutung besteht darin, dass die „lebendige Arbeit“ eine bedeutend größere Tauschwertmenge erzeugt, als die für ihre Reproduktion notwendigen Produkte wert sind. Marx nennt diese Differenz den Mehrwert. Der Gebrauchswert der Arbeitskraft beruht also darauf, dass sie einen Tauschwert schafft, der ihren eigenen Tauschwert übersteigt. Wie in jedem Kaufakt „entäußert“ sich der Verkäufer der Ware Arbeitskraft ihres Gebrauchswerts, d. h., er stellt sie dem „Kapitalisten“ zur Verfügung und „realisiert“ damit ihren Tauschwert. Der Gebrauch der Ware Arbeitskraft besteht zwar in der Anwendung von „Muskeln, Hirn und Nerven“, jedoch wird dabei ein vom Kapitalisten vorgegebener Plan vorausgesetzt. Das „eigenständige Denken“ ist nicht Teil der Arbeits-, sondern der Produktivkraft.
Die materielle Bearbeitung der Gegenstände durch lebendige Arbeit stellt somit die einzige Quelle des Wertes dar. Seine Analyse, dass die Arbeitskraft des Menschen eine Ware ist, führt Marx zu der Annahme, dass der Arbeiter zu einer „Sache“ degradiert wird. Er muss seine Qualitäten und Fähigkeiten an einen Dritten verkaufen, um sich die nötigen „Lebensmittel“ zu sichern: „Er arbeitet, um zu leben“. „Es ist nicht mehr der Arbeiter, der die Produktionsmittel anwendet, sondern es sind die Produktionsmittel, die den Arbeiter anwenden. Statt von ihm als stoffliche Elemente seiner produktiven Tätigkeit verzehrt zu werden, verzehren sie ihn als Ferment ihres eignen Lebensprozesses, und der Lebensprozeß des Kapitals besteht nur in seiner Bewegung als sich selbst verwertender Wert“.
Der Kapitalismus trennt infolgedessen das Arbeitsprodukt von der Arbeit, indem das Produkt Eigentum des Kapitalisten ist. Der Arbeiter ist zwar Schöpfer der Werte, kann sie sich aber nur dann als Gebrauchswerte aneignen und seinen eigenen „Lebensreichtum“ vermehren, wenn er dem Kapitalisten den Preis für diese Gebrauchswerte bezahlen kann. Durch diese Trennung von Arbeit und Eigentum kann die Kooperation im Produktionsprozess zu keiner Gemeinsamkeit zwischen „Arbeiter“ und „Kapitalist“ führen. Der gesellschaftliche Charakter der Arbeit ist daher unter kapitalistischen Bedingungen ein klassenmäßig getrennter.

## Die Geschichte

### Der historische Materialismus
Die Geschichte in ihrem Ablauf zu verstehen und sie durch dieses Verständnis beherrschen zu können, ist das zentrale Anliegen des Marxismus: „Wir kennen nur eine einzige Wissenschaft, die Wissenschaft der Geschichte“. Von maßgeblichem Einfluss war dabei die Auffassung Hegels, der die Geschichte als „Entwicklungsprozeß der Menschheit selbst“ gesehen hatte, „dessen innere Gesetzmäßigkeit durch alle scheinbaren Zufälligkeiten hindurch nachzuweisen jetzt die Aufgabe des Denkens wurde“.
Marx und Engels wenden sich allerdings gegen den ihrer Ansicht nach „logischen, pantheistischen Mystizismus“ Hegels. Hegel habe nicht den Menschen, sondern die „Idee“ zum wahren Gestalter der Geschichte gemacht. Damit verdanken die Menschen „ihr Dasein einem anderen Geist als dem ihrigen; sie sind von einem Dritten gesetzte Bestimmungen, keine Selbstbestimmungen“.
Obwohl Marx gegenüber Hegel reklamiert, dass der Mensch der Schöpfer seiner eigenen Geschichte sei, sieht er den geschichtlichen Ablauf doch zugleich durch materielle Notwendigkeiten bestimmt. So ist der „letzte Endzweck“ seiner Analysen im „Kapital“, „das ökonomische Bewegungsgesetz der modernen Gesellschaft zu enthüllen“, das für ihn ein „Naturgesetz“ darstellt. Er vergleicht sein Vorgehen mit der Beobachtung der Naturprozesse durch den Physiker. Marx hält den Verlauf der Geschichte im Wesentlichen durch drei Notwendigkeiten bestimmt:
- die Tradition, d. h. die überkommenen Verhaltensweisen „aller toten Geschlechter“: sie lastet „wie ein Alb auf dem Gehirne der Lebenden“.[86]
- die zur Verfügung stehenden Mittel, d. h. „die vorhandnen Produktivkräfte“ und die „Bildung einer revolutionären Masse“.[87]
- das triebhafte Streben nach Existenzerhaltung: „Um die Früchte der Zivilisation nicht zu verlieren, sind die Menschen gezwungen, sobald die Art und Weise ihres Verkehrs den erworbenen Produktivkräften nicht mehr entspricht, alle ihre überkommenen Gesellschaftsformen zu ändern“.[88]

Das Individuum handelt als Träger von bestimmten Klassenverhältnissen und -interessen, die sich ihm gegenüber als „Zwangsgesetze“ geltend machen. Die Geschichte läuft angetrieben durch die Dialektik der Entfremdung und des Klassenkampfes mit „Notwendigkeit“ auf die proletarische Revolution zu. Die einzelnen Geschehnisse innerhalb dieses Prozesses können dabei durchaus zufällig sein; sie fallen jedoch „selbst in den allgemeinen Gang der Entwicklung und werden durch andere Zufälligkeiten wieder kompensiert“.
Eine entscheidende Rolle für den Verlauf der Geschichte spielen die vorhandenen Produktivkräfte. Marx und Engels betonen: „Alle Kollisionen der Geschichte haben also nach unsrer Auffassung ihren Ursprung in dem Widerspruch zwischen den Produktivkräften und der Verkehrsform“. Der Begriff der Produktivkraft wird mehrdeutig verwendet. Während Marx ihn im „Kapital“ in einem rein „objektiven“ Sinne gebraucht und mit der messbaren Größe der Arbeitsproduktivität gleichsetzt, versteht er den Ausdruck an anderer Stelle auch als subjektive Fähigkeit: „Jede Produktivkraft ist eine erworbene Kraft […] das Produkt früherer Tätigkeit. Die Produktivkräfte sind also das Produkt der angewandten Energie des Menschen“.
Die marxistische Geschichtsphilosophie ist heute unter dem Terminus „historischer Materialismus“ allgemein bekannt, der 1892 von Friedrich Engels geprägt wurde. Engels benutzte aber meist den Begriff „materialistische Geschichtsauffassung“. In der weiteren Marxismusdiskussion existierten zunächst beide Begriffe nebeneinander, bis nach dem Zweiten Weltkrieg unter dem Einfluss Stalins der Ausdruck „historischer Materialismus“ vorherrschend wurde.

### Die kommunistische Gesellschaft
Das Ziel der menschlichen Geschichte ist die kommunistische Gesellschaft, die aufgrund des gesetzmäßigen Voranschreitens der Produktivkräfte mit Notwendigkeit erreicht wird. Im Unterschied zu vielen Frühsozialisten verzichten Marx und Engels auf eine anschauliche Beschreibung der „neuen Gesellschaft“. Ihre Aussagen bleiben meist abstrakt und formal und beschränken sich überwiegend darauf, die Unvollkommenheit der kapitalistischen Gesellschaft der kommunistischen gegenüberzustellen.
Die kommunistische Gesellschaft baut auf der vorangegangenen Geschichte auf, stellt aber zugleich einen radikalen Neuanfang dar: „Die Menschen bauen sich eine neue Welt […] aus den geschichtlichen Errungenschaften ihrer untergehenden Welt“. Zu den großen Errungenschaften der kapitalistischen Industriegesellschaft zählt v. a. die universelle Entwicklung der Produktivkräfte. Sie enthält „an sich, nur noch in verkehrter, auf den Kopf gestellter Form schon […] die Auflösung aller bornierten Voraussetzungen der Produktion“. Aufgrund seiner eigenen Widersprüche wird sich der Kapitalismus selbst aufheben: die „Universalität“, auf die das Kapital „unaufhaltsam hintreibt, findet Schranken an seiner eigenen Natur, die auf einer gewissen Stufe seiner Entwicklung es selbst als die größte Schranke dieser Tendenz werden erkennen lassen und daher zu seiner Aufhebung durch es selbst hintreiben“.
Der „hohe Grad“ der Entwicklung der Produktivkräfte ist eine „absolut notwendige praktische Voraussetzung“ für die kommunistische Gesellschaft. Ohne sie würde „nur der Mangel verallgemeinert“. Mit der allseitigen Entwicklung der Produktivkräfte im Kapitalismus geht auch die universelle Entwicklung der Proletarier einher, die eine notwendige Bedingung für die kommunistische Revolution darstellt.
Der Übergang in die „neue Gesellschaft“ ist nur möglich durch die Aufhebung des Privateigentums mit der zugleich die Aufhebung „menschlicher Selbstentfremdung“ und die „wirkliche Aneignung des menschlichen Wesens durch und für den Menschen“ erfolgt. Erst dann kann sich die ganze Gesellschaft die Produktivkräfte „aneignen“; jeder kann sich aller entsprechenden Produktionsmittel bedienen und seine Fähigkeiten und Bedürfnisse entfalten. Der Mensch hört auf, „bloßer Träger einer gesellschaftlichen Detailfunktion“ und damit nur „Teilindividuum“ zu sein. Er wird zum „total entwickelten Individuum, für welches verschiedne gesellschaftliche Funktionen einander ablösende Betätigungsweisen sind“.
Eine der wenigen anschaulichen Beschreibungen der kommunistischen Zukunfts-Gesellschaft findet sich in der „Deutschen Ideologie“, wo diese als eine Gesellschaft beschrieben wird, in der „jeder nicht einen ausschließlichen Kreis der Tätigkeit hat, sondern sich in jedem beliebigen Zweige ausbilden kann, die Gesellschaft die allgemeine Produktion regelt und mir eben dadurch möglich macht, heute dies, morgen jenes zu tun, morgens zu jagen, nachmittags zu fischen, abends Viehzucht zu treiben, nach dem Essen zu kritisieren, wie ich gerade Lust habe, ohne je Jäger, Fischer, Hirt oder Kritiker zu werden“.
Die für die kapitalistische Welt charakteristische Trennung von Arbeit und Leben ist in der kommunistischen Gesellschaft aufgehoben. Die Arbeit ist „selbst das erste Lebensbedürfnis geworden“; der „Gegensatz geistiger und körperlicher Arbeit verschwunden“. Marx und Engels postulieren für die neue Gesellschaft die Verbindung von „Arbeit und Genuß“. Die Arbeit wird „Mittel der Befreiung der Menschen. Indem sie jedem einzelnen die Gelegenheit bietet, seine sämtlichen Fähigkeiten, körperliche wie geistige, nach allen Richtungen hin auszubilden und zu betätigen, und in der sie so aus einer Last eine Lust wird“.
In der kommunistischen Gesellschaft wird auch der Staat zu bestehen aufhören: „Die Gesellschaft, die die Produktion auf Grundlage freier und gleicher Assoziation der Produzenten neu organisiert, versetzt die ganze Staatsmaschine dahin, wohin sie dann gehören wird: ins Museum der Altertümer, neben das Spinnrad und die bronzene Axt“. Wo der Staat zu bestehen aufhört, gibt es auch keine von ihm erlassenen Gesetze mehr; jedes Individuum wird selbst zum „Gesetzgeber“. Übrig bleiben in der neuen Gesellschaft lediglich „einfache Verwaltungsfunktionen“, die aber keine Ähnlichkeiten mehr mit der „Gewalt des Staates“ haben.
Im Kommunismus wird auch eine ganz neue Beziehung zwischen Mensch und Natur entstehen, für die es keinen „Beweis in dem Bestehenden“ gibt. In diesem Punkt wird der Kommunismus die bisherige Geschichte gänzlich hinter sich lassen. Es wird zu einer „vollendeten Wesenseinheit des Menschen mit der Natur“ kommen; die Natur wird nicht mehr einseitig als Nutzungs- bzw. Tauschobjekt behandelt, sondern in ihrer integrativen Einheit mit dem Menschen begriffen werden. Durch das neue Verhältnis des Menschen zur Natur wird auch erst deren menschliches Antlitz voll sichtbar.

### Sinn
Die ausdrückliche Frage nach dem Sinn des Lebens taucht bei Marx nicht auf. Sie wird von ihm indirekt in der Frage nach dem Sinn der Geschichte gestellt: „Welchen Sinn, in der Entwicklung der Menschheit, hat diese Reduktion des größten Teils der Menschheit auf die abstrakte Arbeit?“. Marx sieht den Sinn von Entfremdung und Selbstverlust des größten Teils der Menschheit in der „Entwicklung“ auf das Ziel des Kommunismus hin. Dieses Ziel verleiht der gesamten geschichtlichen Bewegung ihren Sinn; Marx spricht in diesem Zusammenhang von der „absoluten Bewegung des Werdens“. Diese Bewegung vollzieht sich in der Dialektik des Klassenkampfes, in dem beide jeweils kämpfenden Parteien notwendig und insofern sinnvoll sind. Die Angehörigen der revolutionären Klasse (Proletariat) stellen die neue Gesellschaft, was aber ohne die Existenz der zu ihr antagonistischen reaktionären Klasse (Bourgeoisie) nicht möglich wäre.
Der „Fortschritt“ auf den Kommunismus hin trägt für Marx und Engels ein doppeltes Gesicht: Elend und Tod der einen ist die Bedingung für das Leben der anderen; „die Produktionsanarchie, die Quelle so vieles Elends, [ist] gleichzeitig die Ursache alles Fortschritts“. Diejenigen, die vom „Rad der Geschichte“ überrollt wurden, können den Sinn ihres Lebens nur finden, wenn ihnen die Einsicht in die innere Notwendigkeit des dialektischen Geschichtsprozesses und ihres Anteils darin gelingt. Die Ambivalenz des Fortschritts wird erst im Kommunismus ihre Auflösung finden:

„Erst wenn eine große soziale Revolution die Ergebnisse der bürgerlichen Epoche, den Weltmarkt und die modernen Produktivkräfte, gemeistert und sie der gemeinsamen Kontrolle der am weitesten fortgeschrittenen Völker unterworfen hat, erst dann wird der menschliche Fortschritt nicht mehr jenem scheußlichen heidnischen Götzen gleichen, der den Nektar nur aus den Schädeln Erschlagener trinken wollte.“

#### Kreislauf von Leben und Tod
Für Marx und Engels ist das Leben des Individuums, aber auch der Menschheit als Ganzes von Vergänglichkeit durchdrungen. Marx übernimmt von Lukrez die Formel von der „Unsterblichkeit des Todes“ als „Substanz“ der Natur. Der Tod ist ein „wesentliches Moment des Lebens“, er ist als „Negation des Lebens“ „wesentlich im Leben selbst enthalten“. Die Entwicklung des Lebens und der menschlichen Geschichte läuft letztlich auf einen „ewigen Kreislauf“ hinaus, aus dem menschliches Leben hervorgeht, um wieder zu versinken. So schreibt Engels in der Dialektik der Natur:

„Indes, ‚alles was entsteht, ist wert, daß es zugrunde geht‘. Millionen Jahre mögen darüber vergehn […] aber unerbittlich rückt die Zeit heran, […] wo nach und nach auch die letzte Spur organischen Lebens verschwindet und die Erde, ein erstorbner, erfrorner Ball wie der Mond, in tiefer Finsternis und in immer engeren Bahnen um die ebenfalls erstorbne Sonne kreist und endlich hineinfällt […]
Es ist ein ewiger Kreislauf, in dem die Materie sich bewegt […] Aber wie oft und wie unbarmherzig auch in Zeit und Raum dieser Kreislauf sich vollzieht; wieviel Millionen Sonnen und Erden auch entstehn und vergehn mögen […] wir haben die Gewißheit, daß die Materie in allen ihren Wandlungen ewig dieselbe bleibt, daß keins ihrer Attribute je verlorengehn kann, und daß sie daher auch mit derselben eisernen Notwendigkeit, womit sie auf der Erde ihre höchste Blüte, den denkenden Geist, wieder ausrotten wird, ihn anderswo und in andrer Zeit wieder erzeugen muß.“

### Dialektik der Geschichte
Der Ablauf der menschlichen Geschichte ist durch das Prinzip der Dialektik gekennzeichnet. Es handelt sich um eine Entwicklung, deren „Einheit sich durch ihren Gegensatz herstellt“. Der maßgebliche Widerspruch im geschichtlichen Prozess ist der zwischen dem zum Reichtum gewordenen Privateigentum und dem Proletariat: „Proletariat und Reichtum sind Gegensätze. Sie bilden als solche ein Ganzes. Sie sind beide Gestaltungen der Welt des Privateigentums“.
Doch es reicht Marx zufolge „nicht aus, sie für zwei Seiten eines Ganzen zu erklären“. Die beiden Gegensätze bedingen einander und können ohne den anderen nicht existieren: „Jedes reproduziert sich selbst, indem es sein Anderes, seine Negation reproduziert“.
Das Privateigentum stellt dabei die „positive Seite“ des Gegensatzes dar; es versucht, sich selbst zu erhalten. Das Proletariat dagegen verkörpert die „negative Seite“ des Gegensatzes, indem es versucht, das Privateigentum aufzuheben. Mit dem Voranschreiten der Entwicklung des Privateigentums wird aus dem Proletariat „an sich“ ein Proletariat „für sich“, das seine eigene widersprüchliche Situation erkennt und klassenbewusst handelt. Die Aufhebung des dialektischen Gegensatzes durch den Sieg des Proletariats bedeutet, dass beide Seiten des Widerspruchs verschwinden: „Wenn das Proletariat siegt, so ist es dadurch keineswegs zur absoluten Seite der Gesellschaft geworden, denn es siegt nur, indem es sich selbst und sein Gegenteil aufhebt. Alsdann ist ebensowohl das Proletariat wie sein bedingender Gegensatz, das Privateigentum, verschwunden“. In der kommunistischen Revolution kommt es dazu, dass der dialektische „Gegensatz samt seiner Einheit verschwindet“. Hier erlischt die dialektische Energie, da der „Grundwiderspruch“ zwischen Kapital und Arbeit aufgehoben ist.

## Die Welt und die menschliche Erkenntnis

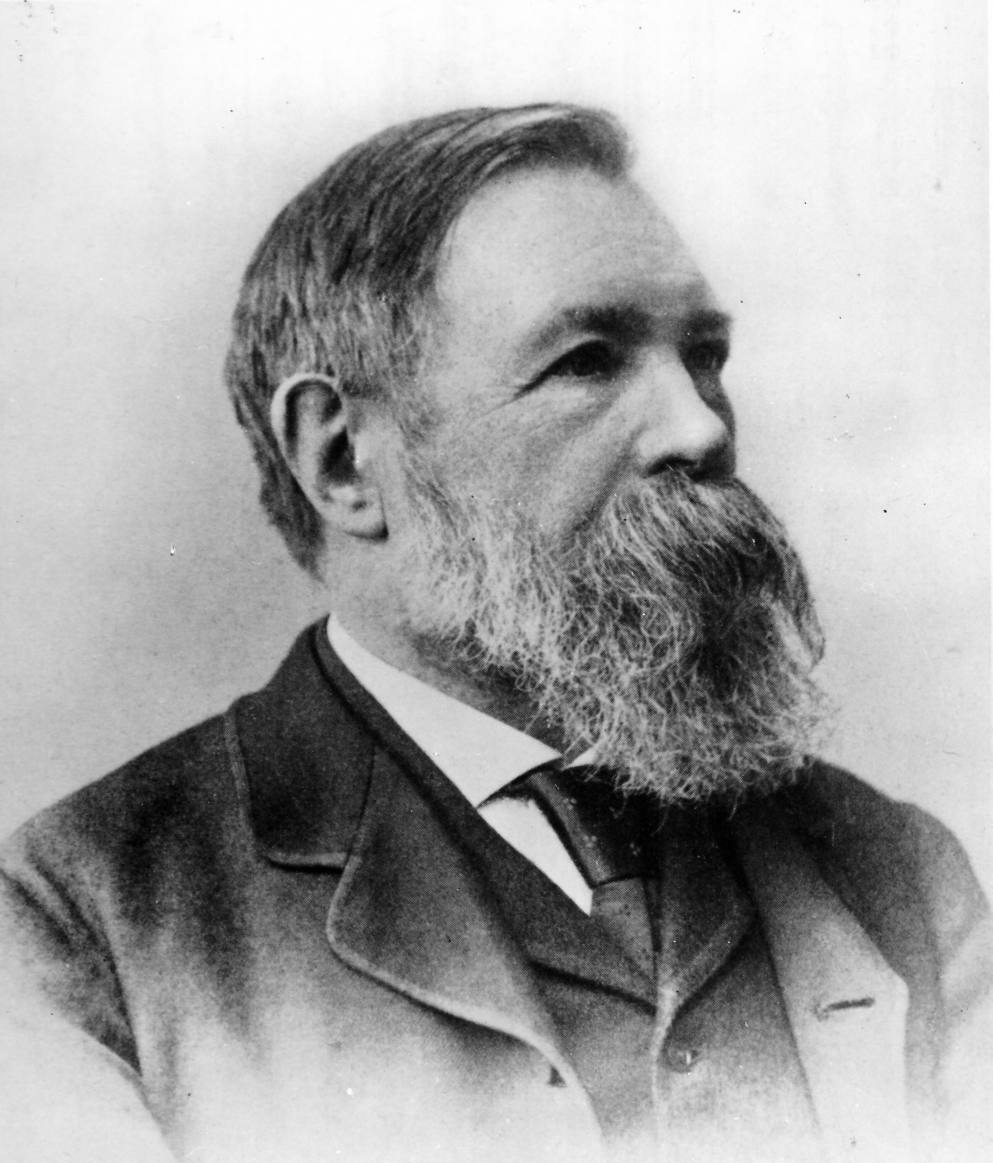
Engels erweiterte den Marxismus zu einer allgemeinen Prinzipien- und Erkenntnislehre

Engels erweiterte den Marxismus in seinem Spätwerk zu einer allgemeinen Prinzipien- und Erkenntnislehre. Dabei versuchte er die modernen Einzelwissenschaften fruchtbar mit einer materialistischen und dialektischen Weltanschauung zu verbinden. Viele seiner Thesen bildeten später die Grundlagen des Dialektischen Materialismus, ein Begriff der zuerst von Lenin als „wirkliche Philosophie des Marxismus“ geprägt wurde und später unter Stalin vereinfacht, plakativ ausgearbeitet und zur Staatsdoktrin (Diamat = Dialektischer Materialismus) erhoben wurde.

### Die Materie
Letztes Prinzip der Wirklichkeit ist für Engels die Materie. Sie stellt „die wirkliche Einheit der Welt“ dar. Der Engelsche Begriff der Materie ist vergleichbar mit dem Verständnis der „Materia prima“ in der philosophischen Tradition. Sie wird von ihm beschrieben als „eine reine Gedankenschöpfung und Abstraktion“:

„Wir sehen von den qualitativen Verschiedenheiten der Dinge ab, indem wir sie als körperlich existierende unter dem Begriff Materie zusammenfassen. Materie als solche, im Unterschied von den bestimmten, existierenden Materien, ist also nichts Sinnlich-Existierendes.“

Die wesentliche Eigenschaft der Materie stellt ihre „Bewegung“ dar, worunter Engels „Veränderung überhaupt“ versteht.
Bewegung ist somit – entgegen einem mechanistischen Weltbild – nicht auf ihre einfachste Form, die mechanische Bewegung reduzierbar. Die qualitativen Differenzierungen der Bewegungsformen sind eine reale Erscheinung; die höheren Bewegungsformen lassen sich nicht einfach auf die niederen zurückführen.

### Die Dialektik der Natur
Engels erweitert den Begriff der Dialektik, der bei Marx noch hauptsächlich zur Beschreibung geschichtlicher Prozesse diente, zu einem allgemeinen Prinzip. Er geht davon aus, dass „in der Natur dieselben dialektischen Bewegungsgesetze im Gewirr der zahllosen Veränderungen sich durchsetzen, die auch in der Geschichte die scheinbare Zufälligkeit der Ereignisse beherrschen; dieselben Gesetze, die, ebenfalls in der Entwicklungsgeschichte des menschlichen Denkens den durchlaufenden Faden bildend, allmählich den denkenden Menschen zum Bewußtsein kommen“.
Engels unterscheidet zwischen einer „objektiven Dialektik“, die die Natur beherrscht und einer „subjektiven Dialektik“ des menschlichen Denkens. Die Gesetze der Dialektik lassen sich dabei auf drei zurückführen:
1. „Das Gesetz von der Durchdringung der Gegensätze“
Für Engels ist bereits die einfachste Bewegung der Materie, die Ortsveränderung, in sich widerspruchsvoll: „Die Bewegung selbst ist ein Widerspruch; sogar schon die einfache mechanische Ortsbewegung kann sich nur dadurch vollziehn, daß ein Körper in einem und demselben Zeitmoment an einem Ort und zugleich an einem andern Ort, an einem und demselben Ort und nicht an ihm ist.“[120]
Noch deutlicher wird die Widersprüchlichkeit in den höheren Bewegungsformen der Materie. So besteht das Leben darin, dass „ein Wesen in jedem Augenblick dasselbe und doch ein andres ist“; es ist „ein in den Dingen und Vorgängen selbst vorhandner, sich stets setzender und lösender Widerspruch“.[121]
Ähnlich erfolgt die gesellschaftliche Entwicklung durch das unaufhörliche Auftauchen von Widersprüchen.
2. „Das Gesetz des Umschlagens von Quantität in Qualität und umgekehrt“
Das Gesetz des Umschlagens von Quantität in Qualität besagt, dass die Vergrößerung oder Verringerung eines Dings hinsichtlich seines Quantums an einem bestimmten Punkt zu seiner qualitativen Veränderung führt. Dies kann so ausgedrückt werden, dass „in der Natur […] qualitative Änderungen nur stattfinden können durch quantitativen Zusatz oder quantitative Entziehung von Materie oder Bewegung (sog. Energie)“.[122]
Engels expliziert dies anhand von Beispielen aus den Naturwissenschaften. So führt die Veränderung der Anzahl von Atomen in einem Molekül zu einer Veränderung der chemischen Verbindung; eine bestimmte Stromstärke bewirkt das Glühen einer Leitung; bestimmte Temperaturen bewirken den Übergang eines Körpers in einen anderen Aggregatzustand.
Engels will sich mit der Entgegensetzung quantitativer und qualitativer Differenzen von rein mechanistischen Interpretationen der Welt abgrenzen. Die Unterschiede in den Qualitäten sind für ihn Eigenschaften der Dinge und nicht bloß der Wahrnehmung.
3. „Das Gesetz von der Negation der Negation“
Das Gesetz der Negation der Negation beschreibt die Entwicklung in Widersprüchen näher. Jedes System weist die natürliche Tendenz auf, ein neues System aus sich hervorzubringen, das die Negation zu ihm darstellt. Engels führt zur Illustration Beispiele aus der Biologie an. So entsteht aus dem Gerstenkorn durch dessen Negation der Pflanzenhalm, der wiederum die Körner hervorbringt, worauf dieser abstirbt und sich so seinerseits negiert.[123]

### Denken und Wirklichkeit
Engels interpretiert die Natur des menschlichen Erkennens und Denkens auf klassisch materialistische Weise als „Produkte des menschlichen Hirns“. Die Wirklichkeit hat gegenüber dem Denken Priorität, da die „Denkformen“ nichts anderes als „Formen des Seins, der Außenwelt [darstellen], und diese Formen kann das Denken niemals aus sich selbst, sondern eben nur aus der Außenwelt schöpfen und ableiten“.
Hinsichtlich der Genese der menschlichen Erkenntnis vertritt Engels grundsätzlich eine empiristische Position. Ausgangspunkt der menschlichen Erkenntnis ist für ihn die Erfahrung. Selbst die mathematischen Begriffe sind für ihn nicht a priori, sondern der „Außenwelt“ entlehnt:

„Wie der Begriff Zahl, so ist der Begriff Figur ausschließlich der Außenwelt entlehnt, nicht im Kopf aus dem reinen Denken entsprungen.[…] Die reine Mathematik hat zum Gegenstand die Raumformen und Quantitätsverhältnisse der wirklichen Welt, also einen sehr realen Stoff.“

Engels weist den Gedanken einer absoluten Grenze der menschlichen Erkenntnis und insbesondere den Gegensatz von Erscheinung und einem grundsätzlich nicht erkennbaren „Ding an sich“ zurück. Wenn wir alle Eigenschaften eines Dings kennen und in der Lage sind, es bis in seine letzten Elemente zergliedern, dann kennen wir auch das Ding an sich.

## Zeitgenössische Kontroversen
Wie Marx und Engels vertrat Auguste Comte (1798–1857) eine Geschichtsauffassung, die von notwendigen Entwicklungsstadien ausging. Allerdings lehnte er die Marxschen Vorstellungen von Klassenkämpfen und Revolutionen mit dem Ziel einer gerechten Gesellschaft ab und entwickelte eine dem dialektischen und historischen Materialismus entgegengesetzte auf Empirie beruhende Weltanschauung. Er prägte den Begriff des Positivismus, mit dem sich Marx kritisch auseinandersetzte.
Schlüsselbegriffe des britischen liberalen Philosophen und politischen Ökonomen John Stuart Mill (1806–1873) waren Freiheit und Toleranz. Auf dieser Basis kritisierte er das Denken von Karl Marx. Mill setzte sich für die Freiheit des Individuums ein und lehnte wie Comte marxistische Konzepte von Klassen und Klassenkampf ab. Als Anhänger der repräsentativen Demokratie, allerdings nach Bildung gestaffelt, wandte er sich gegen die revolutionären Ideen von Marx und Engels. Marx bezog sich bei der Abfassung seiner Theorie des Tendenziellen Falls der Profitrate kritisch auf Mills ökonomische Vorstellungen eines moderaten Kapitalismus ohne immense Wachstumsraten. Als Vertreter des Utilitarismus lehnte Mill den marxistischen Geschichtsoptimismus ab. Wie Marx trat Mill nicht für die uneingeschränkte Herrschaft der Mehrheit der Bevölkerung ein. Während ersterer aber die revolutionäre Machtergreifung des Proletariats als Übergang zu einer Gesellschaft der Freiheit aller Menschen (Kommunismus) postulierte, wollte Mill die Freiheit jedes Menschen so weit wie möglich gesetzlich schützen.

## Rezeption
Siehe auch: Geschichte des Marxismus

### Deutsche Arbeiterbewegung und Sozialdemokratie
Die deutsche Arbeiterbewegung bezog sich ab 1870 teilweise auf den Marxismus. Zunächst gab es eine Verbindung von Marxschen Anschauungen mit den Lehren Ferdinand Lassalles. Im Anschluss an Friedrich Engels „Anti–Dühring“ (1878), in dem er die Marxsche Theorie schulmäßig ausarbeitete, bildete sich allmählich Begriff des „Marxismus“ heraus und verbreitete sich als eine umfassende Weltanschauung in der Arbeiterschaft und in kleinen Teilen des Bildungsbürgertums.
In der deutschen Sozialdemokratie galt nach dem Tod von Engels (1895) Karl Kautsky (1854–1938) als der führenden Theoretiker des Marxismus. Kautsky fasste den von Marx beschriebenen Niedergang der kapitalistischen Gesellschaft als einen quasi naturgesetzlichen Prozess auf, an dessen Ende dem Proletariat und seiner Partei ganz von selbst die Macht zufallen werde. Daher hielt er revolutionäre Anstrengungen zur Erreichung dieses Ziels für nicht erforderlich. Eduard Bernstein (1850–1932) gilt als der Begründer des marxistischen Revisionismus. Er wollte die soziale Revolution durch eine Politik sozialer Reformen ersetzen, bei der dem Staat über die Einführung des allgemeinen und gleichen Wahlrechts eine entscheidende Rolle zugewiesen wird.
Rosa Luxemburg (1871–1919) lehnte die Schlussfolgerung Bernsteins, man könne ohne Revolution zu einer sozialistischen Gesellschaftsordnung gelangen, als Reformismus ab. Sie vertrat die These vom notwendigen Zusammenbruch des Kapitalismus. Das eigentliche revolutionäre Kampfmittel des Proletariats sei der spontane, nicht organisierte Massenstreik, der erst das für die Revolution notwendige Klassenbewusstsein erzeuge.

### Sowjetmarxismus
Der Sowjetmarxismus geht auf Lenins (1870–1924) Interpretation und Weiterentwicklung des Marxismus zurück. Die Arbeiterklasse kann nach Lenin aus eigenen Kräften nur ein „gewerkschaftliches“ Bewusstsein entwickeln. Wissenschaftlich begründetes Klassenbewusstsein vermögen danach allein die Intellektuellen ins Proletariat hineinzutragen. Lenin war davon überzeugt, dass die Revolution in rückständigen Ländern nur erfolgreich sein kann, wenn sie zur Initialzündung der Weltrevolution wird, d. h. die Revolution in die kapitalistischen Zentren überspringt. Er entwickelte die Theorie, dass der bürgerliche Staatsapparat zerschlagen und eine revolutionäre Diktatur des Proletariats – unter der Führung der Kommunistischen Partei – errichtet werden müsse. In seiner polemisch geführten Auseinandersetzung mit Karl Kautsky betonte er die Gewaltsamkeit dieses Vorgangs und wies den bereits von Engels vertretenen Gedanken zurück, der Sozialismus könne auch mit parlamentarischen Methoden errichtet werden. Lenin unterschied eine niedere und eine höhere Phase des Kommunismus. In der Letzteren würden alle Menschen in der Lage sein, selbstständig die gesellschaftliche Produktion zu leiten, sodass es staatlicher Lenkung und Kontrolle nicht mehr bedürfe.
Nach Lenins Tod 1924 etablierte Stalin zunächst den Begriff Leninismus, später den Terminus Marxismus-Leninismus und vollendete in seiner Schrift Über Dialektischen und Historischen Materialismus (1938) die Erstarrung der marxistischen Philosophie zum Dogma. Er entwickelte die „Weltanschauung der marxistisch-leninistischen Partei“ und stellte die Lehre vom „Aufbau des Sozialismus in einem Land“ auf, weil die von Marx, Engels und Lenin erwartete Weltrevolution ausgeblieben war. Seine Schreckensherrschaft auf Grundlage des von ihm interpretierten Marxismus wird als Stalinismus bezeichnet.

### Austromarxismus
Die 1903 entstandene und bis in die 1930er Jahre bestehende österreichische Schule des Austromarxismus hielt zwar im Gegensatz zum Revisionismus am historischen Materialismus fest, betonte jedoch die Notwendigkeit, die soziale Revolution und die Errichtung der Diktatur des Proletariats mit dem Prinzip der Mehrheitsherrschaft im Rahmen parlamentarisch-demokratischen Institutionen zu verbinden (Dritter Weg). Gemeinsamer Ausgangspunkt der Austromarxisten – Otto Bauer (1881–1938), Max Adler (1837–1937), Friedrich Adler (1879–1960), Rudolf Hilferding (1877–1941), Karl Renner (1870–1950) – war die Rezeption der marxistischen Theorie auf dem Hintergrund der kritischen Philosophie Immanuel Kants.

### Neomarxismus
Der Neomarxismus ist nach dem Ersten Weltkrieg als Reaktion auf sozialdemokratische und sowjetkommunistische Interpretationen entstanden. Ausgangspunkt war der Vorwurf an Karl Kautsky, er verflache den revolutionären Marxismus zu einer undialektischen Evolutionstheorie und die Kritik an den Tendenzen im Sowjetkommunismus, den Leninismus als verbindliche Fassung des Marxismus darzustellen. Im Mittelpunkt des Interesses stand eine Neudeutung, vor allem unter Einbeziehung der Frühschriften, des Werkes von Marx und die Weiterentwicklung seiner Theorie.

#### Deutschland
Georg Lukács (1885–1971) vertrat in „Geschichte und Klassenbewußtsein“ (1923) die Auffassung, dass das historisch notwendige Heraufkommen des Sozialismus eine dialektische Bewegung der „Selbstverneinung“ des Kapitalismus sei. Die kapitalistische Produktionsweise bewirke, dass die Beziehungen zwischen Menschen als Verhältnis von Sachen („Verdinglichung“) erscheinen; die Ware werde zur gesamtgesellschaftlichen „Universalkategorie“. Dieser Prozess schlägt jedoch beim Proletariat in revolutionäres Klassenbewusstsein um, wobei die verdinglichende Struktur des Kapitalismus im revolutionären Handeln durchbrochen werden kann.
Einen großen Einfluss auf den philosophischen Diskurs übten die Philosophen der Frankfurter Schule mit der von ihnen entwickelten kritischen Theorie der Gesellschaft aus: Max Horkheimer (1895–1973), Theodor W. Adorno (1903–1969), Erich Fromm (1900–1980), Herbert Marcuse (1898–1979). In ihrem zentralen Werk „Dialektik der Aufklärung“ (1947) legen Horkheimer und Adorno eine marxistisch-dialektische Analyse der Widersprüche nach dem Zweiten Weltkrieg vor. Geprägt durch die Erfahrungen von Nationalsozialismus und Stalinismus unterliege die kapitalistische Gesellschaft der Gegenwart technologischen und bürokratischen Zwängen. Kennzeichnend für den zeitgenössischen Kapitalismus sei die Vorherrschaft der „instrumentellen Vernunft“, des rein technisch-zweckrationalen Denkens. Die meisten Vertreter der Frankfurter Schule übertrugen diese Kritik auch auf die Gesellschaft der UdSSR, weshalb sie Theorie und Praxis des Sowjetmarxismus ablehnten.
Jürgen Habermas (1929) will die Theorie der Frankfurter Schule im Sinne einer kritischen Theorie der Gesellschaft fortführen. Er weiß sich dem marxistischen Grundanliegen einer fortschreitenden Emanzipation des Menschen aus den Zwängen von Natur und Gesellschaft verpflichtet und unternimmt den Versuch, auf der Basis der Sozialwissenschaften, die bisher ungeklärten normativen Grundlagen gesellschaftlicher Prozesse herauszuarbeiten.
Wilhelm Reich (1897–1957) versuchte in seiner Schrift Dialektischer Materialismus und Psychoanalyse (1929) Marxismus und Psychoanalyse miteinander zu verbinden. Diese Richtung, als Freudomarxismus bekannt, wurde besonders in der 68er-Bewegung populär.
Die Kritische Psychologie, maßgeblich von Klaus Holzkamp (1927–1995) entwickelt, sah sich als Individualwissenschaft des Marxismus und knüpfte an die Kulturhistorische Schule Lew Semjonowitsch Wygotskis (1896–1934) an.
Ernst Bloch (1885–1977) entwickelte auf dem Boden des dialektischen Materialismus – anknüpfend an Aristoteles, Hegel und die jüdisch-christliche Eschatologie – eine Philosophie der Hoffnung. Hoffnungen beziehen sich als Reflexion des je „Noch-nicht-Bewussten“ auf das „Noch-nicht-Seiende“, auf die in der Welt verborgen liegenden Möglichkeiten zu einem besseren, humaneren Leben.

#### Frankreich
In Frankreich prägten v. a. Henri Lefèbvre (1901–1991) und Roger Garaudy (1913–2012) durch ihre Kritik des parteioffiziellen Marxismus die Diskussion, die auch von Seiten der Phänomenologie (Maurice Merleau-Ponty, 1908–1961) und des Existenzialismus (Jean-Paul Sartre, 1905–1980) beeinflusst wurde. Louis Althusser unterzog die Texte von Marx einer strukturalistischen Analyse. Pierre Bourdieu bezieht sich in seiner Theorie der Praxis unter anderen ausdrücklich auf Marx.

#### Italien
Der herausragende Vertreter des Neomarxismus in Italien war Antonio Gramsci (1891–1937). Für ihn ist Marxismus eine „Philosophie der Praxis“. Philosophie ist „ein Ausdruck gesellschaftlicher Widersprüche“, deren Veränderung sie aber zugleich herbeiführt; sie ist das „Bewusstsein, in dem der Philosoph […] sich selbst als Element zum Prinzip der Erkenntnis und somit des Handelns erhebt“. Gramscis Philosophie der Praxis zielt auf die Verknüpfung „der allgemeinen Begriffe der Geschichte, Politik und Ökonomie in organischer Einheit“.
Galvano della Volpe (1895–1968) und Cesare Luporini (1909–1993) untersuchten v. a. das Problem der logischen Eigenschaften einer „materialistischen Dialektik“, die sie gegen die Dialektik Hegels abgrenzten.

#### Osteuropa
In den neomarxistischen Strömungen Osteuropas stand die Kritik gegen das Interpretationsmonopol der Sowjetunion und das Plädoyer für eine andere sozialistische Praxis im Vordergrund. Als bedeutende Denker können in der Tschechoslowakei Karel Kosík (1926–2003), in Jugoslawien die Praxis-Gruppe um die 1974/75 verbotene Zeitschrift „Praxis“, Gajo Petrovic (1927–1993), Mihailo Marković (1923–2010) und in Polen Leszek Kolakowski (1927–2009) genannt werden.
Die Budapester Schule um Ágnes Heller versucht, die philosophischen Aspekte des Marxismus in kritischer Perspektive zu den „Gesellschaften sowjetischen Typs“ weiterzuentwickeln.

### Maoismus
In China entwickelte Mao Zedong (1893–1976) eine eigene Theorie der Revolution, die für die unterentwickelten Gesellschaften der Dritten Welt als Träger der proletarischen Revolution das ländliche Proletariat anstelle der dort meist fehlenden Arbeiterschaft vorsieht. Im Gegensatz zum Marxismus–Leninismus sowjetischer Prägung nimmt der Maoismus an, dass nach Errichtung der Diktatur des Proletariats in der sich entfaltenden sozialistischen Gesellschaft der Klassenkampf zeitweilig noch verschärft werden müsse, bis nicht nur die Produktionsverhältnisse, sondern auch das Bewusstsein der Menschen im kommunistischen Sinn verändert seien. In ständiger revolutionärer Bereitschaft sollen die Volksmassen die Bildung neuer Klassen und Klassengegensätze unter Führung der Partei verhindern. In seiner Schrift „Über den Widerspruch“ legt er seine Auslegung des Dialektischen Materialismus vor.
Der Maoismus übte große Anziehungskraft auf die kommunistischen Parteien und die Befreiungsbewegungen der Dritten Welt, aber auch auf Teile der Studentenbewegung der 1960er/1970er Jahre in den westlichen Industriestaaten aus.

### Kritischer Realismus
Vertreter des Kritischen Realismus nach Roy Bhaskar (1944–2014) verstehen das Werk Marx als Darstellung der Gedanken des Kritischen Realismus, beziehungsweise bejahen die Möglichkeit einer Interpretation des Werkes Marx nach kritisch-realistischen Begrifflichkeiten. Sie berufen sich auf ontologische und erkenntnistheoretische wie methodologische Ansätze im Werk von Marx.

## Kritik
→ Siehe auch: Kritik am Marxismus
Die philosophischen Grundannahmen des Marxismus standen in all ihren Facetten immer wieder unter Kritik.

### Wissenschaftsanspruch
Eric Voegelin (1901–1985) bezeichnete 1938 den praktizierten Marxismus in der Sowjetunion und den Nationalsozialismus als Politische Religionen.
Die wichtigste wissenschaftstheoretische Kritik unterbreitete der österreichisch-britische Philosoph Karl Popper (1902–1994). Er kennzeichnete den Marxismus als Pseudowissenschaft. Zur Unterscheidung zwischen wissenschaftlichen und pseudowissenschaftlichen Theorien führte Popper das Kriterium des eingebauten Immunisierungsmechanismus ein. Demnach war der Marxismus anfänglich eine durchaus wissenschaftliche Theorie, wurde aber mit solchen eingebauten Mechanismen versehen, nachdem seine Vorhersagen über den notwendigen Verlauf der Geschichte mit den Tatsachen in Konflikt gerieten.
Auch der französische existenzialistische Philosoph Albert Camus (1913–1960) bestritt in seiner 1951 erschienenen Arbeit Der Mensch in der Revolte (L’Homme Révolté) den Wissenschaftsanspruch des Marxismus. Er verglich Marxismus und Christentum und sprach von ersterem ironisch als „wissenschaftlicher Messianismus“. Der Kommunismus bedeute das Ende der Geschichte, ein Gedanke, der im Christentum durch die Heilserwartung vertreten wird. Revolutionen, die sich in der Praxis von ihren Konzepten der Gleichheit und Gerechtigkeit abwenden und zu Unterdrückung oder sogar Terror führen, stellte er die Idee der Revolte des Einzelnen zusammen mit anderen gegenüber. Er warf dem Marxismus ein monistisches Weltbild vor, das sich einseitig auf die ökonomischen Verhältnisse bezieht.
Der polnische Mönch, Philosoph und Logiker Joseph Maria Bocheński (1902–1995) wandte sich ebenso gegen den marxistischen Wissenschaftsanspruch. Der Marxismus sei „eine Art von Glauben“, da er „nicht auf Erfahrung gegründet“ sei, „sondern auf die Texte der sogenannten Klassiker“. Er gebrauche nicht die Methoden der Wissenschaft, sondern „seine eigenen spekulativen“ und sei nicht frei diskutierbar, vielmehr werde er von seinen Anhängern als ein „unveränderliches Dogma“ angesehen.
Rupert Lay (1929–2023) ergänzt, dass der Marxismus philosophische Theorien generell zum Überbau zähle, womit die marxistische Theorie von außen unangreifbar werde. Das Argumentieren aus einer nicht-marxistischen Perspektive sei grundsätzlich unmöglich, weil der Kritiker seine Vorstellungen aus der bürgerlichen Gedankenwelt beziehe, die nichts anderes als eine Widerspiegelung der kapitalistischen Basis darstelle. Die marxistische Theorie begibt sich damit in einen Selbstwiderspruch: Marx und Engels haben selbst von einer kapitalistischen Basis aus ein Gedankensystem entwickelt, das ebendiese Basis überwinden soll.

### Religionskritik
Der marxschen Religionskritik wird aus christlicher Sicht entgegengehalten, dass sie sich nur auf „entstellte Formen“ der Religion bezieht. Marx ist demnach ein Gefangener seines eigenen restriktiven Ideologiebegriffs und hat die utopischen Momente des Christentums übersehen. Außerdem setze er ein sehr eingeschränktes Gottesbild voraus; ihm fehlen „die Eigenschaften, die für das christliche Gottesverständnis gerade die entscheidenden sind: die selbstlose Hingabe, das Opfer, die Liebe; hervor treten die Eigenschaften, die für ein vorchristliches Gottesbild typisch sind: Selbstbesitz, Souveränität und Herrschaft“.

### Menschenbild
Gegen das marxistische Menschenbild wird vorgebracht, dass der Marxismus letztlich nicht auf humanistischen Auffassungen beruhe, da er den Menschen nicht als „Einzelwesen“ betrachte, sondern als „Gattung Mensch“. Er setze sich für die „Zukunftsmenschheit“ ein, vernachlässige aber dabei den „allein wirklichen“, den „heutigen Einzelmenschen“. Das Individuum werde damit zu einem bloßen „Werkzeug“ und „Mittel“ einer unerfüllbaren Vision. Die zentralen Themen Leid und Tod würden ausgeblendet; der Tod des Individuums würde letztlich mit dem Fortschritt der Gattung gerechtfertigt.
Weiterhin wird dem Marxismus eine Verharmlosung des Bösen angelastet. Marx nehme den „Willen, den anderen Menschen sich untertan zu machen […] und damit den Grundwillen zum Bösen“ nicht zur Kenntnis. Ebenso ignoriere er die „Wirklichkeit der Schuld“.

### Ökonomie
Karl Popper bezeichnet die Marxsche Werttheorie als eine „essentialistische oder metaphysische Theorie“. Die Idee, dass „es etwas hinter den Preisen gibt, einen objektiven oder wirklichen, oder wahren Wert, zu dem sich die Preise nur wie ‚Erscheinungsformen’ verhalten“, zeige den „Einfluß des Platonischen Idealismus mit seiner Unterscheidung zwischen einer verborgenen wesentlichen oder wahren Realität und einer zufälligen oder trügerischen Erscheinung“. Die „Arbeitstheorie des Wertes“ sei „ein völlig überflüssiger Teil der marxistischen Theorie der Ausbeutung“. Zur Erklärung des Wertes einer Ware genügten „die Gesetze von Angebot und Nachfrage“. Dieser Mechanismus sei es, der „unter der Voraussetzung freier Konkurrenz, die Tendenz hat, dem Wertgesetz Geltung zu verschaffen“.

### Geschichtsphilosophie
Lay erhebt gegen die marxistische Geschichtsphilosophie den Einwand, dass die Existenz objektiver historischer Gesetze von der modernen Wissenschaftstheorie fast einstimmig bestritten wird. Den Historischen Materialismus bezeichnet er als „krassen Ökonomismus“, da er die historischen Abläufe monistisch aus bloß einem Grund zu erklären versuche. Marx und Engels unterschätzen demnach die Fähigkeit des Individuums, sich weitgehend von der herrschenden Ideologie abzulösen und Einfluss auf die Gestaltung der Geschichte zu nehmen.
Laut Popper kann Geschichte nicht zielgerichtet (auf den Kommunismus hin) als eine „Geschichte von Klassenkämpfen“ in immer höheren Gesellschaftsformationen (Sklavenhaltergesellschaft, Feudalismus und Kapitalismus) betrachtet werden; auch innerhalb der Klassen kommt es zu bedeutsamen Auseinandersetzungen. Marx übersieht die zentrale Rolle von Ideen im gesellschaftlichen Prozess. Popper kritisiert darüber hinaus, dass die Rolle der Ökonomie überbetont und die der Politik vernachlässigt werde. Die Politik sei jedoch nicht ohnmächtig, vielmehr hängt Popper zufolge die Ökonomie von der politischen Gewalt ab, die demokratisch kontrolliert werden muss und kann.
Hannah Arendt (1906–1975) setzte sich wiederholt kritisch mit der marxschen deterministischen Geschichtsauffassung auseinander. Sie lehnt den marxistischen Geschichtsoptimismus sowie den Kampf für zukünftige Gesellschaftsordnungen ab und verweist jede neue Generation auf ihre Aufgabe, sich politisch zu engagieren. Auch sie verwirft die einseitige Betonung des Ökonomischen und moniert die Vergöttlichung des Menschenbildes. Sie stellt den Marxismus in eine Reihe mit den anderen Ideologien des 19. Jahrhunderts, betont jedoch, dass sich häufig die Besten einer Generation für diese Weltanschauung vorübergehend eingesetzt hätten.
Das Konzept des Kommunismus als Ziel der menschlichen Geschichte wird von Kritikern als Utopie, die gesamte Weltanschauung als Ideologie bezeichnet. Alle Versuche der Realisierung hätten bislang ein inhumanes Ende gefunden. Dass der Kommunismus die zentralen humanen Gegensätze beseitigen wird, sei eine unbewiesene Behauptung. Er setze einen Menschen voraus, den es nicht geben könne und sei daher eine abstrakte Theorie. Formen des Gemeineigentums gegenüber dem Privateigentum widersprechen ihres Erachtens der menschlichen Natur; Enteignungen hätten stets zur asozialen Vernachlässigung des Gemeineigentums geführt, da das Individuum sich seinem Eigentum eher verpflichtet sehe als den gemeinsamen Gütern.
Darüber hinaus bemängelt Lay die marxistische Vorstellung von der Rolle des Proletariats. Dieses sei noch niemals Träger revolutionärer Gedanken gewesen: „die Entwickler einer brauchbaren revolutionären Strategie waren stets nicht systemintegrierte Intellektuelle (wie etwa Marx selbst)“.

### Dialektischer Materialismus
Popper verurteilte den dialektischen und den historischen Materialismus als Grundlagen für eine „geschlossene Gesellschaft“ (Diktatur), in der die Führungskreise sich im Besitz der absoluten Wahrheit wähnen und über die angeblichen Bedürfnisse der ihnen Untergeordneten scheinbar objektiv und wissenschaftlich befinden. Die Marxisten sieht Popper als Feinde der „Offenen Gesellschaft“ (Demokratie) an.
Lay moniert am dialektischen Materialismus, dass er versuche, die komplexe Wirklichkeit unter einige wenige ontologische und erkenntnistheoretische Regeln zu subsumieren. Beispielsweise sei Engels These abzulehnen, die Sinne würden die Welt „widerspiegeln“. Die moderne Physik gehe vielmehr davon aus, dass unser „Erkenntnisprozeß das Erkenntnisobjekt modifiziert, ja bestimmte Eigenschaften erst begründet, während wir andere nicht unmittelbar […] erkennen können“.
Die Existenz von „nicht-materiellen Gegenständen“ sei heute nicht mehr zu leugnen. So bezeichne etwa der Begriff „Information“ etwas grundsätzlich „Nichtmaterielles“. Diese „nicht-materiellen Qualitäten“ könnten nicht auf Materie (im physikalischen Sinn) zurückgeführt werden, „denn sie gehorchen grundsätzlich anderen Gesetzen, die in der Materie nicht präformiert sind“. Zumindest könne eine solche potentielle Begabung der Materie nicht bewiesen werden, sodass es sich um eine reine „Glaubensannahme“ handle. Der von Lenin später beschrittene Ausweg, den Materiebegriff so zu erweitern, dass er letztlich „alles“ mit einschließe und damit an die Stelle des traditionellen Begriffs des „Seienden“ rücke, sei „äußerst missverständlich, da weitaus die meisten Menschen mit ‚Materie’ etwas bezeichnen, das von der Physik, der Chemie wissenschaftlich behandelt wird“.

### Primärliteratur

#### Karl Marx
- Hefte zur epikureischen, stoischen und skeptischen Philosophie. 1839
- Differenz der demokritischen und epikureischen Naturphilosophie. 1841
- Zur Kritik der Hegelschen Rechtsphilosophie. 1843
- Zur Kritik der Hegelschen Rechtsphilosophie. Einleitung. 1844
- Zur Judenfrage. 1844
- Ökonomisch-philosophische Manuskripte. 1844
- Thesen über Feuerbach. 1845
- Brief an Annenkow. 1846
- Das Elend der Philosophie. 1847
- Lohnarbeit und Kapital. 1849
- Der achtzehnte Brumaire des Louis Bonaparte. 1852
- Die künftigen Ergebnisse der britischen Herrschaft in Indien. 1853
- Formen, die der kapitalistischen Produktion vorhergehen. 1858
- Grundrisse der Kritik der politischen Ökonomie. 1858
- Theorien über den Mehrwert. 1863
- Das Kapital. 1867
- Der Bürgerkrieg in Frankreich. 1871
- Kritik des Gothaer Programms. 1875
- Randglossen zu Adolph Wagners „Lehrbuch der politischen Ökonomie“. 1880

#### Friedrich Engels
- Herrn Eugen Dührings Umwälzung der Wissenschaft. 1878
- Die Entwicklung des Sozialismus von der Utopie zur Wissenschaft. 1880
- Dialektik der Natur. 1883
- Der Ursprung der Familie, des Privateigenthums und des Staats. 1884

#### Marx und Engels
- Die heilige Familie. 1844
- Die deutsche Ideologie. 1846
- Manifest der Kommunistischen Partei. 1848

#### CD-ROM-Ausgabe
- Mathias Bertram (Hrsg.): Marx, Engels: Ausgewählte Werke. Directmedia Publishing, Berlin 1998, ISBN 3-932544-15-3 (Mehr als 100 Schriften von Marx und Engels finden sich auf einer CD digital aufbereitet, vor allem die Suchfunktion bietet als Hilfsmittel gute Dienste. Es ist möglich, nach den MEW zu zitieren.)
  - Rezension von Michael Berger auf H-Soz-u-Kult, 17. September 1999 (mit Screenshot und Auflistung der enthaltenen Schriften)

### Sekundärliteratur

#### Einführende Literatur
- Peter Ehlen: Marxismus als Weltanschauung. Die weltanschaulich-philosophischen Leitgedanken bei Karl Marx. Olzog, München/Wien 1982, ISBN 3-7892-9880-8 (sehr quellennahe und nüchterne Darlegung des Marxschen Werkes, geschrieben von einem Jesuiten)
- Iring Fetscher: Karl Marx und der Marxismus. Von der Philosophie des Proletariats zur proletarischen Weltanschauung. Piper, München 1967; überarbeitete und erweiterte Neuausgabe: Karl Marx und der Marxismus. Von der Ö̈konomiekritik zur Weltanschauung. ebd. 1985, ISBN 3-492-00674-4
- Iring Fetscher: Marx. Herder, Freiburg/Basel/Wien 1999, ISBN 3-451-04728-4
- Helmut Fleischer: Marx und Engels. Die philosophischen Grundlinien ihres Denkens. Alber, Freiburg/München 1970
- Klaus Hartmann: Die Marxsche Theorie. Eine philosophische Untersuchung zu den Hauptschriften. De Gruyter, Berlin 1970
- Wolfgang Fritz Haug: Marxismus und Philosophie. In: Hans Jörg Sandkühler (Hrsg.): Enzyklopädie Philosophie, Bd. 1. Meiner, Hamburg 1999, ISBN 3-7873-1452-0 (ausführlicher Einführungsartikel eines der besten deutschsprachigen Marxismuskenner)
- Leszek Kołakowski: Die Hauptströmungen des Marxismus. Entstehung, Entwicklung, Zerfall. 3 Bände. Piper, München 1977–1979; Neuausgabe ebd. 1988–1989, ISBN 3-492-10821-0, ISBN 3-492-10822-9, ISBN 3-492-10823-7 (umfassende Darlegung der Geschichte des dialektisch-marxistischen Denkens und seiner philosophiegeschichtlichen Ursprünge – von Plotin bis Mao)

#### Vertiefende Literatur
- Marcel van der Linden und Karl Heinz Roth (Hrsg.) unter Mitarb. v. Max Henninger: Über Marx hinaus. Arbeitsgeschichte und Arbeitsbegriff in der Konfrontation mit den globalen Arbeitsverhältnissen des 21. Jahrhunderts. 2009. Berlin und Hamburg: Assoziation A. ISBN 978-3-935936-80-4
- Iring Fetscher (Hrsg.): Der Marxismus. Seine Geschichte in Dokumenten. Philosophie, Ideologie, Ökonomie, Soziologie, Politik. 3 Bände. Piper, München 1963–65; Ausgabe in einem Band ebd. 1989, ISBN 3-492-10296-4
- Helmut Fleischer: Marxismus und Geschichte. Suhrkamp, Frankfurt 1969, ISBN 3-518-00323-2
- Wolfgang Fritz Haug: Einführung in marxistisches Philosophieren. Die Abschiedsvorlesung. Argument, Hamburg 2006, ISBN 3-88619-331-4
- Christoph Henning: Philosophie nach Marx: 200 Jahre Marxrezeption und die normative Sozialphilosophie der Gegenwart in der Kritik, Bielefeld 2005, ISBN 978-3-89942-367-9
- Lothar Kuhlmann: Friedrich Engels. In: Heinz Kimmerle (Hrsg.): Modelle der materialistischen Dialektik. Beiträge der Bochumer Dialektikarbeitsgemeinschaft. Nijhoff, Den Haag 1978, ISBN 90-247-2105-9
- Angelika Senge: Marxismus als atheistische Weltanschauung. Zum Stellenwert des Atheismus im Gefüge marxistischen Denkens. Schöningh, Paderborn [u. a.] 1983, ISBN 3-506-70222-X (erweiterte, gut gegliederte und sehr quellennahe Dissertation zur Philosophie des Marxismus aus christlicher Perspektive; Sekundärliteratur wird an vielen Stellen mit einbezogen)
- Predrag Vranicki: Geschichte des Marxismus. Suhrkamp, Frankfurt 1985, ISBN 3-518-57746-8 (umfassendste Darlegung der Geschichte des marxistischen Denkens in deutscher Sprache, geschrieben aus der Sicht eines Marxisten und ehemaligen Mitglieds der jugoslawischen Praxis-Gruppe)
- Dieter Wolf: Der dialektische Widerspruch im Kapital. Ein Beitrag zur Marxschen Werttheorie. VSA-Verlag, Hamburg 2002, ISBN 3-87975-889-1 (Inhaltsverzeichnis (PDF-Datei; 28 kB); Teil 2 als PDF; 466 KB)

### Hilfsmittel
- Wolfgang Fritz Haug (Hrsg.): Historisch-kritisches Wörterbuch des Marxismus. 15 Bde. Argument, Hamburg 1994 ff. (das Standardwörterbuch zur marxistischen Terminologie und ihrer Geschichte, bisher 12 Bde. erschienen (I bis IX/1) – Editionsplan und ISBN)
- Georges Labica/Gérard Bensussan (Hrsg.): Dictionnaire critique du marxisme (1982), dt. Fassung: Wolfgang Fritz Haug (Hrsg.): Kritisches Wörterbuch des Marxismus. 8 Bde. Argument, Hamburg 1983–1989 (Übersicht in der Deutschen Nationalbibliothek)
- Konrad Lotter, Reinhard Meiners, Elmar Treptow: Marx-Engels-Begriffslexikon. Beck, München 1984, ISBN 3-406-09273-X (In 131 Artikeln zu 249 Zentralbegriffen werden die jeweils wichtigsten Belegstellen im vollständigen Wortlaut anführt. Jeder Artikel ist im Vorspann mit einem erläuternden Text der Autoren versehen. Zitiert wird nach den MEW.)